# United Soccer League 2018
Navigation
Édition précédente Édition suivante
La United Soccer League 2018 est la huitième saison de la United Soccer League, le championnat professionnel de soccer d'Amérique du Nord de deuxième division. Elle est composée de trente-trois équipes (31 des États-Unis et 2 du Canada).

## Contexte
Le 12 janvier 2018, la ligue annonce que le calendrier comprendra 34 rencontres pour chaque équipe.
Après la saison 2017, trois équipes quittent la ligue. D'un côté, les Whitecaps 2 de Vancouver cessent leurs activités et l'équipe-mère des Whitecaps de Vancouver décide alors de s'affilier à la franchise du Fresno FC, nouvellement arrivante tandis que les Rhinos de Rochester annoncent qu'ils seront en hiatus pour la saison 2018, tout comme le Orlando City B. Le 1er novembre, les Sounders 2 de Seattle déménagent à Tacoma, au Cheney Stadium, stade de baseball des Rainiers de Tacoma,.
Le 19 mai 2016, la ligue annonce une nouvelle franchise basée à Nashville, dans l'État du Tennessee, avec une saison inaugurale prévue pour la saison 2018. Il faut malgré tout attendre le 1er juillet suivant pour obtenir les modalités de cette franchise qui hérite des couleurs et du logo du Nashville FC qui évolue alors en NPSL, une des deux quatrièmes divisions nord-américaines. Au mois de septembre, cette nouvelle franchise change son identité en prenant le nom de Nashville SC.
Le 20 juillet 2017, Las Vegas obtient une nouvelle franchise à compter de la saison 2018, et son nom n'est révélé qu'en août 2017 quand il est annoncé que la franchise est baptisée Lights de Las Vegas à la suite d'un processus de vote populaire. Le 26 juillet, Fresno obtient également une nouvelle franchise de la USL à compter de la saison 2018, et se nommera Fresno FC.
Le 14 novembre, la USL fait l'annonce de l'arrivée d'une nouvelle équipe réserve, celle d'Atlanta United qui est par la suite baptisée Atlanta United 2 dans le comté de Gwinnett, pour la saison 2018,. Les Islanders de Harrisburg deviennent le Penn FC le 15 novembre 2017. Le lendemain, le 16 novembre, la franchise de North Carolina FC quitte la NASL pour rejoindre la USL, puis, le 10 janvier 2018, l'Eleven d'Indy rejoint aussi la USL pour la saison 2018.
Le Atlanta United 2, l'Eleven d'Indy, le Nashville SC et le North Carolina FC intègrent la conférence Est tandis que le Saint Louis FC quitte cette conférence pour intégrer la conférence Ouest. Enfin, le Fresno FC et les Lights de Las Vegas intègrent la conférence Ouest.

## Les trente-trois franchises participantes

### Carte
| Switchbacks Fresno Galaxy II Lights Energy Orange County Rising Timbers 2 Monarchs Reno Rio Grande Valley Republic St. Louis San Antonio Sounders 2 Rangers Roughnecks Atlanta 2 Steel Battery Independence Cincinnati Indy Louisville Nashville Red Bulls II North Carolina Fury Penn Riverhounds Kickers Rowdies Toronto II |

| - Conférence Ouest - Switchbacks de Colorado Springs - Fresno FC (N) - Galaxy II de Los Angeles - Lights de Las Vegas (N) - Energy d'Oklahoma City - Orange County SC - Rising de Phoenix - Timbers 2 de Portland - Real Monarchs - Reno 1868 - Rio Grande Valley FC - Republic de Sacramento - Saint Louis FC - San Antonio FC - Sounders 2 de Seattle - Rangers de Swope Park - Roughnecks de Tulsa | - Conférence Est - Atlanta United 2 (N) - Steel de Bethlehem - Battery de Charleston - Independence de Charlotte - FC Cincinnati - Eleven d'Indy (N) - Louisville City FC - Nashville SC (N) - Red Bulls II de New York - North Carolina FC (N) - Fury d'Ottawa - Penn FC - Riverhounds de Pittsburgh - Kickers de Richmond - Rowdies de Tampa Bay - Toronto FC II |

### Entraîneurs et stades
| Équipe                          | Entraîneur        | Stade                          | Capacité     | Franchise MLS affiliée ou partenaire |
| ------------------------------- | ----------------- | ------------------------------ | ------------ | ------------------------------------ |
| Atlanta United 2                | Scott Donnelly    | Coolray Field                  | 10 427       | Atlanta United                       |
| Steel de Bethlehem              | Brendan Burke     | Goodman Stadium                | 16 000       | Union de Philadelphie                |
| Battery de Charleston           | Michael Anhaeuser | MUSC Health Stadium            | 5 100        |                                      |
| Independence de Charlotte       | Mike Jeffries     | Sportsplex at Matthews         | 2 300        | Rapids du Colorado                   |
| Switchbacks de Colorado Springs | Steve Trittschuh  | Weidner Field                  | 5 000        |                                      |
| FC Cincinnati                   | Alan Koch         | Nippert Stadium                | 40 000       |                                      |
| Fresno FC                       | Adam Smith        | Chukchansi Park                | 12 500       | Whitecaps de Vancouver               |
| Eleven d'Indy                   | Martin Rennie     | Lucas Oil Stadium              | 62 421       |                                      |
| Galaxy II de Los Angeles        | Mike Muñoz        | StubHub Center – Track Stadium | 5 000        | Galaxy de Los Angeles                |
| Lights de Las Vegas             | Isidro Sánchez    | Cashman Field                  | 9 334        |                                      |
| Louisville City FC              | John Hackworth    | Louisville Slugger Field       | 8 000        |                                      |
| Nashville SC                    | Gary Smith        | First Tennessee Park           | 8 500        |                                      |
| Red Bulls II de New York        | John Wolyniec     | MSU Soccer Park                | 5 000        | Red Bulls de New York                |
| North Carolina FC               | Colin Clarke      | Sahlen's Stadium               | 10 000       |                                      |
| Energy d'Oklahoma City          | Steve Cooke       | Taft Stadium                   | 7 500        | FC Dallas                            |
| Orange County SC                | Braeden Cloutier  | Champions Stadium              | 5 000        | Los Angeles FC                       |
| Fury d'Ottawa                   | Nikola Popovic    | Stade Place TD                 | 24 000       | Impact de Montréal                   |
| Penn FC                         | Raoul Voss        | FNB Field                      | 6 187        |                                      |
| Rising de Phoenix               | Rick Schantz      | Rising Soccer Complex          | 6 200        |                                      |
| Riverhounds de Pittsburgh       | Bob Lilley        | Highmark Stadium               | 5 000        | Crew de Columbus                     |
| Timbers 2 de Portland           | Cameron Knowles   | Providence Park                | 21 144       | Timbers de Portland                  |
| Real Monarchs                   | Jámison Olave     | Zions Bank Stadium             | 5 000        | Real Salt Lake                       |
| Reno 1868                       | Ian Russell       | Greater Nevada Field           | 9 013        | Earthquakes de San José              |
| Kickers de Richmond             | David Bulow       | City Stadium                   | 22 000       | D.C. United                          |
| Rio Grande Valley FC            | Gerson Echeverry  | H-E-B Park                     | 9 735        | Dynamo de Houston                    |
| Republic de Sacramento          | Simon Elliott     | Papa Murphy's Park             | 11 569       |                                      |
| Saint Louis FC                  | Anthony Pulis     | Toyota Stadium                 | 5 500        | Minnesota United                     |
| San Antonio FC                  | Darren Powell     | Toyota Field                   | 8 300        | New York City FC                     |
| Sounders 2 de Seattle           | John Hutchinson   | Cheney Stadium                 | 6 500        | Sounders de Seattle                  |
| Rangers de Swope Park           | Paulo Nagamura    | Children's Mercy Park          | 18 467       | Sporting Kansas City                 |
| Rowdies de Tampa Bay            | Neill Collins     | Al Lang Stadium                | 7 227        |                                      |
| Toronto FC II                   | Michael Rabasca   | Stade LamportBMO Field         | 9 600 30 000 | Toronto FC                           |
| Roughnecks de Tulsa             | Michael Nsien     | ONEOK Field                    | 7 833        | Fire de Chicago                      |

- Partenariat
- Équipe réserve

### Changements d'entraîneurs
| Équipe        | Entraîneur sortant                                         | Motif               | Date de départ | Entraîneur entrant                                         | Date d'arrivée   |
| ------------- | ---------------------------------------------------------- | ------------------- | -------------- | ---------------------------------------------------------- | ---------------- |
| Tampa Bay     | Stuart Campbell                                            | Démission           | 17 mai 2018    | Neill Collins                                              | 18 mai 2018      |
| Toronto       | Laurent Guyot                                              | Consentement mutuel | 1er juin 2018  | Michael Rabasca                                            | 4 juin 2018      |
| Phoenix       | Patrice Carteron                                           | Consentement mutuel | 12 juin 2018   | Rick Schantz (intérim)                                     | 12 juin 2018     |
| Tulsa         | David Vaudreuil                                            | Renvoi              | 25 juin 2018   | Michael Nsien (intérim)                                    | 25 juin 2018     |
| Richmond      | Leigh Cowlishaw                                            | Démission           | 26 juin 2018   | David Bulow                                                | 27 juin 2018     |
| Louisville    | James O'Connor                                             | Consentement mutuel | 30 juin 2018   | Luke Spencer, Paolo DelPiccolo & George Davis IV (intérim) | 1er juillet 2018 |
| Louisville    | Luke Spencer, Paolo DelPiccolo & George Davis IV (intérim) | Fin de l'intérim    | 2 août 2018    | John Hackworth                                             | 2 août 2018      |
| Real Monarchs | Mark Briggs                                                | Démission           | 24 août 2018   | Jámison Olave (intérim)                                    | 24 août 2018     |

## Format de la compétition
Les trente-trois équipes sont réparties en deux conférences : conférence de l'Ouest (17 équipes) et la conférence de l'Est (16 équipes).
Toutes les équipes disputent trente rencontres, uniquement contre des équipes de leur propre conférence.
Les huit meilleures équipes de chaque conférence sont qualifiées pour les séries. À chaque tour, c'est l'équipe la mieux classée en saison régulière qui accueille son adversaire.
En cas d'égalité, les critères suivants départagent les équipes :
1. Nombre de victoires
2. Différence de buts générale
3. Nombre de buts marqués
4. Points obtenus contre les quatre meilleures équipes de la conférence
5. Classement du fair-play
6. Tirage à la pièce

## Saison régulière

### Classements des conférences Ouest et Est
| Rang | Équipe                          | Pts | J  | G  | N  | P  | Bp | Bc | Diff |
| ---- | ------------------------------- | --- | -- | -- | -- | -- | -- | -- | ---- |
| 1    | Orange County SC                | 66  | 34 | 20 | 6  | 8  | 70 | 40 | +30  |
| 2    | Republic de Sacramento          | 65  | 34 | 19 | 8  | 7  | 47 | 32 | +15  |
| 3    | Rising de Phoenix               | 63  | 34 | 19 | 6  | 9  | 63 | 38 | +25  |
| 4    | Real Monarchs                   | 60  | 34 | 19 | 3  | 12 | 55 | 47 | +8   |
| 5    | Reno 1868                       | 59  | 34 | 16 | 11 | 7  | 56 | 38 | +18  |
| 6    | Timbers 2 de Portland           | 55  | 34 | 17 | 4  | 13 | 58 | 49 | +9   |
| 7    | Rangers de Swope Park           | 53  | 34 | 15 | 8  | 11 | 52 | 53 | -1   |
| 8    | Saint Louis FC                  | 53  | 34 | 14 | 11 | 9  | 44 | 38 | +6   |
| 9    | San Antonio FC                  | 50  | 34 | 14 | 8  | 12 | 45 | 48 | -3   |
| 10   | Energy d'Oklahoma City          | 43  | 34 | 12 | 7  | 15 | 43 | 46 | -3   |
| 11   | Switchbacks de Colorado Springs | 39  | 34 | 11 | 6  | 17 | 36 | 39 | -3   |
| 12   | Fresno FC                       | 39  | 34 | 9  | 12 | 13 | 44 | 38 | +6   |
| 13   | Rio Grande Valley FC            | 38  | 34 | 8  | 14 | 12 | 36 | 42 | -6   |
| 14   | Galaxy II de Los Angeles        | 37  | 34 | 10 | 7  | 17 | 60 | 67 | -7   |
| 15   | Lights de Las Vegas             | 31  | 34 | 8  | 7  | 19 | 50 | 74 | -24  |
| 16   | Sounders 2 de Seattle           | 25  | 34 | 6  | 7  | 21 | 40 | 71 | -31  |
| 17   | Roughnecks de Tulsa             | 21  | 34 | 3  | 12 | 19 | 36 | 77 | -41  |

| Rang | Équipe                    | Pts | J  | G  | N  | P  | Bp | Bc | Diff |
| ---- | ------------------------- | --- | -- | -- | -- | -- | -- | -- | ---- |
| 1    | FC Cincinnati             | 77  | 34 | 23 | 8  | 3  | 72 | 34 | +38  |
| 2    | Louisville City FC T      | 66  | 34 | 19 | 9  | 6  | 71 | 38 | +33  |
| 3    | Riverhounds de Pittsburgh | 59  | 34 | 15 | 14 | 5  | 47 | 26 | +21  |
| 4    | Battery de Charleston     | 56  | 34 | 14 | 14 | 6  | 47 | 34 | +13  |
| 5    | Red Bulls II de New York  | 52  | 34 | 13 | 13 | 8  | 71 | 59 | +12  |
| 6    | Steel de Bethlehem        | 50  | 34 | 14 | 8  | 12 | 56 | 41 | +15  |
| 7    | Eleven d'Indy             | 49  | 34 | 13 | 10 | 11 | 45 | 42 | +3   |
| 8    | Nashville SC              | 49  | 34 | 12 | 13 | 9  | 42 | 31 | +11  |
| 9    | North Carolina FC         | 47  | 34 | 13 | 8  | 13 | 60 | 50 | +10  |
| 10   | Fury d'Ottawa             | 45  | 34 | 13 | 6  | 15 | 31 | 43 | -12  |
| 11   | Independence de Charlotte | 42  | 34 | 10 | 12 | 12 | 44 | 57 | -13  |
| 12   | Rowdies de Tampa Bay      | 41  | 34 | 11 | 8  | 15 | 44 | 44 | 0    |
| 13   | Penn FC                   | 37  | 34 | 9  | 10 | 15 | 38 | 47 | -9   |
| 14   | Atlanta United 2          | 31  | 34 | 7  | 10 | 17 | 37 | 72 | -35  |
| 15   | Kickers de Richmond       | 22  | 34 | 6  | 4  | 24 | 30 | 80 | -50  |
| 16   | Toronto FC II             | 18  | 34 | 4  | 6  | 24 | 42 | 77 | -35  |

- Champion de la saison régulière et qualification pour les séries éliminatoires
- Franchise qualifiée pour les séries éliminatoires

T : Tenant du titre

### Résultats
| Abréviations et légende des couleurs : Atlanta United 2 – ATL • Bethlehem Steel – BST • Battery de Charleston – CHS • Independence de Charlotte – CLT • FC Cincinnati – CIN • Switchbacks de Colorado Springs – COS • Fresno FC – FRE • Eleven d'Indy – IND • Lights FC de Las Vegas – LVL • LA Galaxy II – LAG • Louisville City FC – LOU • Nashville Soccer Club – NAS • New York Red Bulls II – NYR • North Carolina FC – NCA • Energy FC d'Oklahoma City – OKC • Orange County SC – OCO • Fury d'Ottawa – OTT • Penn FC – PEN Rising FC de Phoenix – PHX • Riverhounds de Pittsburgh – PIT • Portland Timbers 2 – POR • Real Monarchs – RMO • Reno 1868 FC – RNO • Toros de Rio Grande Valley FC – RGV • Kickers de Richmond – RIC • Republic FC de Sacramento – SAC • San Antonio FC – SAN • Saint Louis FC – STL • Seattle Sounders 2 – SEA • Swope Park Rangers – SPR • Rowdies de Tampa Bay – TBR • Toronto FC II – TOR • Roughnecks FC de Tulsa – TUL Domicile • Extérieur • Neutre • Victoire • Défaite • Nul | Abréviations et légende des couleurs : Atlanta United 2 – ATL • Bethlehem Steel – BST • Battery de Charleston – CHS • Independence de Charlotte – CLT • FC Cincinnati – CIN • Switchbacks de Colorado Springs – COS • Fresno FC – FRE • Eleven d'Indy – IND • Lights FC de Las Vegas – LVL • LA Galaxy II – LAG • Louisville City FC – LOU • Nashville Soccer Club – NAS • New York Red Bulls II – NYR • North Carolina FC – NCA • Energy FC d'Oklahoma City – OKC • Orange County SC – OCO • Fury d'Ottawa – OTT • Penn FC – PEN Rising FC de Phoenix – PHX • Riverhounds de Pittsburgh – PIT • Portland Timbers 2 – POR • Real Monarchs – RMO • Reno 1868 FC – RNO • Toros de Rio Grande Valley FC – RGV • Kickers de Richmond – RIC • Republic FC de Sacramento – SAC • San Antonio FC – SAN • Saint Louis FC – STL • Seattle Sounders 2 – SEA • Swope Park Rangers – SPR • Rowdies de Tampa Bay – TBR • Toronto FC II – TOR • Roughnecks FC de Tulsa – TUL Domicile • Extérieur • Neutre • Victoire • Défaite • Nul | Abréviations et légende des couleurs : Atlanta United 2 – ATL • Bethlehem Steel – BST • Battery de Charleston – CHS • Independence de Charlotte – CLT • FC Cincinnati – CIN • Switchbacks de Colorado Springs – COS • Fresno FC – FRE • Eleven d'Indy – IND • Lights FC de Las Vegas – LVL • LA Galaxy II – LAG • Louisville City FC – LOU • Nashville Soccer Club – NAS • New York Red Bulls II – NYR • North Carolina FC – NCA • Energy FC d'Oklahoma City – OKC • Orange County SC – OCO • Fury d'Ottawa – OTT • Penn FC – PEN Rising FC de Phoenix – PHX • Riverhounds de Pittsburgh – PIT • Portland Timbers 2 – POR • Real Monarchs – RMO • Reno 1868 FC – RNO • Toros de Rio Grande Valley FC – RGV • Kickers de Richmond – RIC • Republic FC de Sacramento – SAC • San Antonio FC – SAN • Saint Louis FC – STL • Seattle Sounders 2 – SEA • Swope Park Rangers – SPR • Rowdies de Tampa Bay – TBR • Toronto FC II – TOR • Roughnecks FC de Tulsa – TUL Domicile • Extérieur • Neutre • Victoire • Défaite • Nul | Abréviations et légende des couleurs : Atlanta United 2 – ATL • Bethlehem Steel – BST • Battery de Charleston – CHS • Independence de Charlotte – CLT • FC Cincinnati – CIN • Switchbacks de Colorado Springs – COS • Fresno FC – FRE • Eleven d'Indy – IND • Lights FC de Las Vegas – LVL • LA Galaxy II – LAG • Louisville City FC – LOU • Nashville Soccer Club – NAS • New York Red Bulls II – NYR • North Carolina FC – NCA • Energy FC d'Oklahoma City – OKC • Orange County SC – OCO • Fury d'Ottawa – OTT • Penn FC – PEN Rising FC de Phoenix – PHX • Riverhounds de Pittsburgh – PIT • Portland Timbers 2 – POR • Real Monarchs – RMO • Reno 1868 FC – RNO • Toros de Rio Grande Valley FC – RGV • Kickers de Richmond – RIC • Republic FC de Sacramento – SAC • San Antonio FC – SAN • Saint Louis FC – STL • Seattle Sounders 2 – SEA • Swope Park Rangers – SPR • Rowdies de Tampa Bay – TBR • Toronto FC II – TOR • Roughnecks FC de Tulsa – TUL Domicile • Extérieur • Neutre • Victoire • Défaite • Nul | Abréviations et légende des couleurs : Atlanta United 2 – ATL • Bethlehem Steel – BST • Battery de Charleston – CHS • Independence de Charlotte – CLT • FC Cincinnati – CIN • Switchbacks de Colorado Springs – COS • Fresno FC – FRE • Eleven d'Indy – IND • Lights FC de Las Vegas – LVL • LA Galaxy II – LAG • Louisville City FC – LOU • Nashville Soccer Club – NAS • New York Red Bulls II – NYR • North Carolina FC – NCA • Energy FC d'Oklahoma City – OKC • Orange County SC – OCO • Fury d'Ottawa – OTT • Penn FC – PEN Rising FC de Phoenix – PHX • Riverhounds de Pittsburgh – PIT • Portland Timbers 2 – POR • Real Monarchs – RMO • Reno 1868 FC – RNO • Toros de Rio Grande Valley FC – RGV • Kickers de Richmond – RIC • Republic FC de Sacramento – SAC • San Antonio FC – SAN • Saint Louis FC – STL • Seattle Sounders 2 – SEA • Swope Park Rangers – SPR • Rowdies de Tampa Bay – TBR • Toronto FC II – TOR • Roughnecks FC de Tulsa – TUL Domicile • Extérieur • Neutre • Victoire • Défaite • Nul | Abréviations et légende des couleurs : Atlanta United 2 – ATL • Bethlehem Steel – BST • Battery de Charleston – CHS • Independence de Charlotte – CLT • FC Cincinnati – CIN • Switchbacks de Colorado Springs – COS • Fresno FC – FRE • Eleven d'Indy – IND • Lights FC de Las Vegas – LVL • LA Galaxy II – LAG • Louisville City FC – LOU • Nashville Soccer Club – NAS • New York Red Bulls II – NYR • North Carolina FC – NCA • Energy FC d'Oklahoma City – OKC • Orange County SC – OCO • Fury d'Ottawa – OTT • Penn FC – PEN Rising FC de Phoenix – PHX • Riverhounds de Pittsburgh – PIT • Portland Timbers 2 – POR • Real Monarchs – RMO • Reno 1868 FC – RNO • Toros de Rio Grande Valley FC – RGV • Kickers de Richmond – RIC • Republic FC de Sacramento – SAC • San Antonio FC – SAN • Saint Louis FC – STL • Seattle Sounders 2 – SEA • Swope Park Rangers – SPR • Rowdies de Tampa Bay – TBR • Toronto FC II – TOR • Roughnecks FC de Tulsa – TUL Domicile • Extérieur • Neutre • Victoire • Défaite • Nul | Abréviations et légende des couleurs : Atlanta United 2 – ATL • Bethlehem Steel – BST • Battery de Charleston – CHS • Independence de Charlotte – CLT • FC Cincinnati – CIN • Switchbacks de Colorado Springs – COS • Fresno FC – FRE • Eleven d'Indy – IND • Lights FC de Las Vegas – LVL • LA Galaxy II – LAG • Louisville City FC – LOU • Nashville Soccer Club – NAS • New York Red Bulls II – NYR • North Carolina FC – NCA • Energy FC d'Oklahoma City – OKC • Orange County SC – OCO • Fury d'Ottawa – OTT • Penn FC – PEN Rising FC de Phoenix – PHX • Riverhounds de Pittsburgh – PIT • Portland Timbers 2 – POR • Real Monarchs – RMO • Reno 1868 FC – RNO • Toros de Rio Grande Valley FC – RGV • Kickers de Richmond – RIC • Republic FC de Sacramento – SAC • San Antonio FC – SAN • Saint Louis FC – STL • Seattle Sounders 2 – SEA • Swope Park Rangers – SPR • Rowdies de Tampa Bay – TBR • Toronto FC II – TOR • Roughnecks FC de Tulsa – TUL Domicile • Extérieur • Neutre • Victoire • Défaite • Nul | Abréviations et légende des couleurs : Atlanta United 2 – ATL • Bethlehem Steel – BST • Battery de Charleston – CHS • Independence de Charlotte – CLT • FC Cincinnati – CIN • Switchbacks de Colorado Springs – COS • Fresno FC – FRE • Eleven d'Indy – IND • Lights FC de Las Vegas – LVL • LA Galaxy II – LAG • Louisville City FC – LOU • Nashville Soccer Club – NAS • New York Red Bulls II – NYR • North Carolina FC – NCA • Energy FC d'Oklahoma City – OKC • Orange County SC – OCO • Fury d'Ottawa – OTT • Penn FC – PEN Rising FC de Phoenix – PHX • Riverhounds de Pittsburgh – PIT • Portland Timbers 2 – POR • Real Monarchs – RMO • Reno 1868 FC – RNO • Toros de Rio Grande Valley FC – RGV • Kickers de Richmond – RIC • Republic FC de Sacramento – SAC • San Antonio FC – SAN • Saint Louis FC – STL • Seattle Sounders 2 – SEA • Swope Park Rangers – SPR • Rowdies de Tampa Bay – TBR • Toronto FC II – TOR • Roughnecks FC de Tulsa – TUL Domicile • Extérieur • Neutre • Victoire • Défaite • Nul | Abréviations et légende des couleurs : Atlanta United 2 – ATL • Bethlehem Steel – BST • Battery de Charleston – CHS • Independence de Charlotte – CLT • FC Cincinnati – CIN • Switchbacks de Colorado Springs – COS • Fresno FC – FRE • Eleven d'Indy – IND • Lights FC de Las Vegas – LVL • LA Galaxy II – LAG • Louisville City FC – LOU • Nashville Soccer Club – NAS • New York Red Bulls II – NYR • North Carolina FC – NCA • Energy FC d'Oklahoma City – OKC • Orange County SC – OCO • Fury d'Ottawa – OTT • Penn FC – PEN Rising FC de Phoenix – PHX • Riverhounds de Pittsburgh – PIT • Portland Timbers 2 – POR • Real Monarchs – RMO • Reno 1868 FC – RNO • Toros de Rio Grande Valley FC – RGV • Kickers de Richmond – RIC • Republic FC de Sacramento – SAC • San Antonio FC – SAN • Saint Louis FC – STL • Seattle Sounders 2 – SEA • Swope Park Rangers – SPR • Rowdies de Tampa Bay – TBR • Toronto FC II – TOR • Roughnecks FC de Tulsa – TUL Domicile • Extérieur • Neutre • Victoire • Défaite • Nul | Abréviations et légende des couleurs : Atlanta United 2 – ATL • Bethlehem Steel – BST • Battery de Charleston – CHS • Independence de Charlotte – CLT • FC Cincinnati – CIN • Switchbacks de Colorado Springs – COS • Fresno FC – FRE • Eleven d'Indy – IND • Lights FC de Las Vegas – LVL • LA Galaxy II – LAG • Louisville City FC – LOU • Nashville Soccer Club – NAS • New York Red Bulls II – NYR • North Carolina FC – NCA • Energy FC d'Oklahoma City – OKC • Orange County SC – OCO • Fury d'Ottawa – OTT • Penn FC – PEN Rising FC de Phoenix – PHX • Riverhounds de Pittsburgh – PIT • Portland Timbers 2 – POR • Real Monarchs – RMO • Reno 1868 FC – RNO • Toros de Rio Grande Valley FC – RGV • Kickers de Richmond – RIC • Republic FC de Sacramento – SAC • San Antonio FC – SAN • Saint Louis FC – STL • Seattle Sounders 2 – SEA • Swope Park Rangers – SPR • Rowdies de Tampa Bay – TBR • Toronto FC II – TOR • Roughnecks FC de Tulsa – TUL Domicile • Extérieur • Neutre • Victoire • Défaite • Nul | Abréviations et légende des couleurs : Atlanta United 2 – ATL • Bethlehem Steel – BST • Battery de Charleston – CHS • Independence de Charlotte – CLT • FC Cincinnati – CIN • Switchbacks de Colorado Springs – COS • Fresno FC – FRE • Eleven d'Indy – IND • Lights FC de Las Vegas – LVL • LA Galaxy II – LAG • Louisville City FC – LOU • Nashville Soccer Club – NAS • New York Red Bulls II – NYR • North Carolina FC – NCA • Energy FC d'Oklahoma City – OKC • Orange County SC – OCO • Fury d'Ottawa – OTT • Penn FC – PEN Rising FC de Phoenix – PHX • Riverhounds de Pittsburgh – PIT • Portland Timbers 2 – POR • Real Monarchs – RMO • Reno 1868 FC – RNO • Toros de Rio Grande Valley FC – RGV • Kickers de Richmond – RIC • Republic FC de Sacramento – SAC • San Antonio FC – SAN • Saint Louis FC – STL • Seattle Sounders 2 – SEA • Swope Park Rangers – SPR • Rowdies de Tampa Bay – TBR • Toronto FC II – TOR • Roughnecks FC de Tulsa – TUL Domicile • Extérieur • Neutre • Victoire • Défaite • Nul | Abréviations et légende des couleurs : Atlanta United 2 – ATL • Bethlehem Steel – BST • Battery de Charleston – CHS • Independence de Charlotte – CLT • FC Cincinnati – CIN • Switchbacks de Colorado Springs – COS • Fresno FC – FRE • Eleven d'Indy – IND • Lights FC de Las Vegas – LVL • LA Galaxy II – LAG • Louisville City FC – LOU • Nashville Soccer Club – NAS • New York Red Bulls II – NYR • North Carolina FC – NCA • Energy FC d'Oklahoma City – OKC • Orange County SC – OCO • Fury d'Ottawa – OTT • Penn FC – PEN Rising FC de Phoenix – PHX • Riverhounds de Pittsburgh – PIT • Portland Timbers 2 – POR • Real Monarchs – RMO • Reno 1868 FC – RNO • Toros de Rio Grande Valley FC – RGV • Kickers de Richmond – RIC • Republic FC de Sacramento – SAC • San Antonio FC – SAN • Saint Louis FC – STL • Seattle Sounders 2 – SEA • Swope Park Rangers – SPR • Rowdies de Tampa Bay – TBR • Toronto FC II – TOR • Roughnecks FC de Tulsa – TUL Domicile • Extérieur • Neutre • Victoire • Défaite • Nul | Abréviations et légende des couleurs : Atlanta United 2 – ATL • Bethlehem Steel – BST • Battery de Charleston – CHS • Independence de Charlotte – CLT • FC Cincinnati – CIN • Switchbacks de Colorado Springs – COS • Fresno FC – FRE • Eleven d'Indy – IND • Lights FC de Las Vegas – LVL • LA Galaxy II – LAG • Louisville City FC – LOU • Nashville Soccer Club – NAS • New York Red Bulls II – NYR • North Carolina FC – NCA • Energy FC d'Oklahoma City – OKC • Orange County SC – OCO • Fury d'Ottawa – OTT • Penn FC – PEN Rising FC de Phoenix – PHX • Riverhounds de Pittsburgh – PIT • Portland Timbers 2 – POR • Real Monarchs – RMO • Reno 1868 FC – RNO • Toros de Rio Grande Valley FC – RGV • Kickers de Richmond – RIC • Republic FC de Sacramento – SAC • San Antonio FC – SAN • Saint Louis FC – STL • Seattle Sounders 2 – SEA • Swope Park Rangers – SPR • Rowdies de Tampa Bay – TBR • Toronto FC II – TOR • Roughnecks FC de Tulsa – TUL Domicile • Extérieur • Neutre • Victoire • Défaite • Nul | Abréviations et légende des couleurs : Atlanta United 2 – ATL • Bethlehem Steel – BST • Battery de Charleston – CHS • Independence de Charlotte – CLT • FC Cincinnati – CIN • Switchbacks de Colorado Springs – COS • Fresno FC – FRE • Eleven d'Indy – IND • Lights FC de Las Vegas – LVL • LA Galaxy II – LAG • Louisville City FC – LOU • Nashville Soccer Club – NAS • New York Red Bulls II – NYR • North Carolina FC – NCA • Energy FC d'Oklahoma City – OKC • Orange County SC – OCO • Fury d'Ottawa – OTT • Penn FC – PEN Rising FC de Phoenix – PHX • Riverhounds de Pittsburgh – PIT • Portland Timbers 2 – POR • Real Monarchs – RMO • Reno 1868 FC – RNO • Toros de Rio Grande Valley FC – RGV • Kickers de Richmond – RIC • Republic FC de Sacramento – SAC • San Antonio FC – SAN • Saint Louis FC – STL • Seattle Sounders 2 – SEA • Swope Park Rangers – SPR • Rowdies de Tampa Bay – TBR • Toronto FC II – TOR • Roughnecks FC de Tulsa – TUL Domicile • Extérieur • Neutre • Victoire • Défaite • Nul | Abréviations et légende des couleurs : Atlanta United 2 – ATL • Bethlehem Steel – BST • Battery de Charleston – CHS • Independence de Charlotte – CLT • FC Cincinnati – CIN • Switchbacks de Colorado Springs – COS • Fresno FC – FRE • Eleven d'Indy – IND • Lights FC de Las Vegas – LVL • LA Galaxy II – LAG • Louisville City FC – LOU • Nashville Soccer Club – NAS • New York Red Bulls II – NYR • North Carolina FC – NCA • Energy FC d'Oklahoma City – OKC • Orange County SC – OCO • Fury d'Ottawa – OTT • Penn FC – PEN Rising FC de Phoenix – PHX • Riverhounds de Pittsburgh – PIT • Portland Timbers 2 – POR • Real Monarchs – RMO • Reno 1868 FC – RNO • Toros de Rio Grande Valley FC – RGV • Kickers de Richmond – RIC • Republic FC de Sacramento – SAC • San Antonio FC – SAN • Saint Louis FC – STL • Seattle Sounders 2 – SEA • Swope Park Rangers – SPR • Rowdies de Tampa Bay – TBR • Toronto FC II – TOR • Roughnecks FC de Tulsa – TUL Domicile • Extérieur • Neutre • Victoire • Défaite • Nul | Abréviations et légende des couleurs : Atlanta United 2 – ATL • Bethlehem Steel – BST • Battery de Charleston – CHS • Independence de Charlotte – CLT • FC Cincinnati – CIN • Switchbacks de Colorado Springs – COS • Fresno FC – FRE • Eleven d'Indy – IND • Lights FC de Las Vegas – LVL • LA Galaxy II – LAG • Louisville City FC – LOU • Nashville Soccer Club – NAS • New York Red Bulls II – NYR • North Carolina FC – NCA • Energy FC d'Oklahoma City – OKC • Orange County SC – OCO • Fury d'Ottawa – OTT • Penn FC – PEN Rising FC de Phoenix – PHX • Riverhounds de Pittsburgh – PIT • Portland Timbers 2 – POR • Real Monarchs – RMO • Reno 1868 FC – RNO • Toros de Rio Grande Valley FC – RGV • Kickers de Richmond – RIC • Republic FC de Sacramento – SAC • San Antonio FC – SAN • Saint Louis FC – STL • Seattle Sounders 2 – SEA • Swope Park Rangers – SPR • Rowdies de Tampa Bay – TBR • Toronto FC II – TOR • Roughnecks FC de Tulsa – TUL Domicile • Extérieur • Neutre • Victoire • Défaite • Nul | Abréviations et légende des couleurs : Atlanta United 2 – ATL • Bethlehem Steel – BST • Battery de Charleston – CHS • Independence de Charlotte – CLT • FC Cincinnati – CIN • Switchbacks de Colorado Springs – COS • Fresno FC – FRE • Eleven d'Indy – IND • Lights FC de Las Vegas – LVL • LA Galaxy II – LAG • Louisville City FC – LOU • Nashville Soccer Club – NAS • New York Red Bulls II – NYR • North Carolina FC – NCA • Energy FC d'Oklahoma City – OKC • Orange County SC – OCO • Fury d'Ottawa – OTT • Penn FC – PEN Rising FC de Phoenix – PHX • Riverhounds de Pittsburgh – PIT • Portland Timbers 2 – POR • Real Monarchs – RMO • Reno 1868 FC – RNO • Toros de Rio Grande Valley FC – RGV • Kickers de Richmond – RIC • Republic FC de Sacramento – SAC • San Antonio FC – SAN • Saint Louis FC – STL • Seattle Sounders 2 – SEA • Swope Park Rangers – SPR • Rowdies de Tampa Bay – TBR • Toronto FC II – TOR • Roughnecks FC de Tulsa – TUL Domicile • Extérieur • Neutre • Victoire • Défaite • Nul | Abréviations et légende des couleurs : Atlanta United 2 – ATL • Bethlehem Steel – BST • Battery de Charleston – CHS • Independence de Charlotte – CLT • FC Cincinnati – CIN • Switchbacks de Colorado Springs – COS • Fresno FC – FRE • Eleven d'Indy – IND • Lights FC de Las Vegas – LVL • LA Galaxy II – LAG • Louisville City FC – LOU • Nashville Soccer Club – NAS • New York Red Bulls II – NYR • North Carolina FC – NCA • Energy FC d'Oklahoma City – OKC • Orange County SC – OCO • Fury d'Ottawa – OTT • Penn FC – PEN Rising FC de Phoenix – PHX • Riverhounds de Pittsburgh – PIT • Portland Timbers 2 – POR • Real Monarchs – RMO • Reno 1868 FC – RNO • Toros de Rio Grande Valley FC – RGV • Kickers de Richmond – RIC • Republic FC de Sacramento – SAC • San Antonio FC – SAN • Saint Louis FC – STL • Seattle Sounders 2 – SEA • Swope Park Rangers – SPR • Rowdies de Tampa Bay – TBR • Toronto FC II – TOR • Roughnecks FC de Tulsa – TUL Domicile • Extérieur • Neutre • Victoire • Défaite • Nul | Abréviations et légende des couleurs : Atlanta United 2 – ATL • Bethlehem Steel – BST • Battery de Charleston – CHS • Independence de Charlotte – CLT • FC Cincinnati – CIN • Switchbacks de Colorado Springs – COS • Fresno FC – FRE • Eleven d'Indy – IND • Lights FC de Las Vegas – LVL • LA Galaxy II – LAG • Louisville City FC – LOU • Nashville Soccer Club – NAS • New York Red Bulls II – NYR • North Carolina FC – NCA • Energy FC d'Oklahoma City – OKC • Orange County SC – OCO • Fury d'Ottawa – OTT • Penn FC – PEN Rising FC de Phoenix – PHX • Riverhounds de Pittsburgh – PIT • Portland Timbers 2 – POR • Real Monarchs – RMO • Reno 1868 FC – RNO • Toros de Rio Grande Valley FC – RGV • Kickers de Richmond – RIC • Republic FC de Sacramento – SAC • San Antonio FC – SAN • Saint Louis FC – STL • Seattle Sounders 2 – SEA • Swope Park Rangers – SPR • Rowdies de Tampa Bay – TBR • Toronto FC II – TOR • Roughnecks FC de Tulsa – TUL Domicile • Extérieur • Neutre • Victoire • Défaite • Nul | Abréviations et légende des couleurs : Atlanta United 2 – ATL • Bethlehem Steel – BST • Battery de Charleston – CHS • Independence de Charlotte – CLT • FC Cincinnati – CIN • Switchbacks de Colorado Springs – COS • Fresno FC – FRE • Eleven d'Indy – IND • Lights FC de Las Vegas – LVL • LA Galaxy II – LAG • Louisville City FC – LOU • Nashville Soccer Club – NAS • New York Red Bulls II – NYR • North Carolina FC – NCA • Energy FC d'Oklahoma City – OKC • Orange County SC – OCO • Fury d'Ottawa – OTT • Penn FC – PEN Rising FC de Phoenix – PHX • Riverhounds de Pittsburgh – PIT • Portland Timbers 2 – POR • Real Monarchs – RMO • Reno 1868 FC – RNO • Toros de Rio Grande Valley FC – RGV • Kickers de Richmond – RIC • Republic FC de Sacramento – SAC • San Antonio FC – SAN • Saint Louis FC – STL • Seattle Sounders 2 – SEA • Swope Park Rangers – SPR • Rowdies de Tampa Bay – TBR • Toronto FC II – TOR • Roughnecks FC de Tulsa – TUL Domicile • Extérieur • Neutre • Victoire • Défaite • Nul | Abréviations et légende des couleurs : Atlanta United 2 – ATL • Bethlehem Steel – BST • Battery de Charleston – CHS • Independence de Charlotte – CLT • FC Cincinnati – CIN • Switchbacks de Colorado Springs – COS • Fresno FC – FRE • Eleven d'Indy – IND • Lights FC de Las Vegas – LVL • LA Galaxy II – LAG • Louisville City FC – LOU • Nashville Soccer Club – NAS • New York Red Bulls II – NYR • North Carolina FC – NCA • Energy FC d'Oklahoma City – OKC • Orange County SC – OCO • Fury d'Ottawa – OTT • Penn FC – PEN Rising FC de Phoenix – PHX • Riverhounds de Pittsburgh – PIT • Portland Timbers 2 – POR • Real Monarchs – RMO • Reno 1868 FC – RNO • Toros de Rio Grande Valley FC – RGV • Kickers de Richmond – RIC • Republic FC de Sacramento – SAC • San Antonio FC – SAN • Saint Louis FC – STL • Seattle Sounders 2 – SEA • Swope Park Rangers – SPR • Rowdies de Tampa Bay – TBR • Toronto FC II – TOR • Roughnecks FC de Tulsa – TUL Domicile • Extérieur • Neutre • Victoire • Défaite • Nul | Abréviations et légende des couleurs : Atlanta United 2 – ATL • Bethlehem Steel – BST • Battery de Charleston – CHS • Independence de Charlotte – CLT • FC Cincinnati – CIN • Switchbacks de Colorado Springs – COS • Fresno FC – FRE • Eleven d'Indy – IND • Lights FC de Las Vegas – LVL • LA Galaxy II – LAG • Louisville City FC – LOU • Nashville Soccer Club – NAS • New York Red Bulls II – NYR • North Carolina FC – NCA • Energy FC d'Oklahoma City – OKC • Orange County SC – OCO • Fury d'Ottawa – OTT • Penn FC – PEN Rising FC de Phoenix – PHX • Riverhounds de Pittsburgh – PIT • Portland Timbers 2 – POR • Real Monarchs – RMO • Reno 1868 FC – RNO • Toros de Rio Grande Valley FC – RGV • Kickers de Richmond – RIC • Republic FC de Sacramento – SAC • San Antonio FC – SAN • Saint Louis FC – STL • Seattle Sounders 2 – SEA • Swope Park Rangers – SPR • Rowdies de Tampa Bay – TBR • Toronto FC II – TOR • Roughnecks FC de Tulsa – TUL Domicile • Extérieur • Neutre • Victoire • Défaite • Nul | Abréviations et légende des couleurs : Atlanta United 2 – ATL • Bethlehem Steel – BST • Battery de Charleston – CHS • Independence de Charlotte – CLT • FC Cincinnati – CIN • Switchbacks de Colorado Springs – COS • Fresno FC – FRE • Eleven d'Indy – IND • Lights FC de Las Vegas – LVL • LA Galaxy II – LAG • Louisville City FC – LOU • Nashville Soccer Club – NAS • New York Red Bulls II – NYR • North Carolina FC – NCA • Energy FC d'Oklahoma City – OKC • Orange County SC – OCO • Fury d'Ottawa – OTT • Penn FC – PEN Rising FC de Phoenix – PHX • Riverhounds de Pittsburgh – PIT • Portland Timbers 2 – POR • Real Monarchs – RMO • Reno 1868 FC – RNO • Toros de Rio Grande Valley FC – RGV • Kickers de Richmond – RIC • Republic FC de Sacramento – SAC • San Antonio FC – SAN • Saint Louis FC – STL • Seattle Sounders 2 – SEA • Swope Park Rangers – SPR • Rowdies de Tampa Bay – TBR • Toronto FC II – TOR • Roughnecks FC de Tulsa – TUL Domicile • Extérieur • Neutre • Victoire • Défaite • Nul | Abréviations et légende des couleurs : Atlanta United 2 – ATL • Bethlehem Steel – BST • Battery de Charleston – CHS • Independence de Charlotte – CLT • FC Cincinnati – CIN • Switchbacks de Colorado Springs – COS • Fresno FC – FRE • Eleven d'Indy – IND • Lights FC de Las Vegas – LVL • LA Galaxy II – LAG • Louisville City FC – LOU • Nashville Soccer Club – NAS • New York Red Bulls II – NYR • North Carolina FC – NCA • Energy FC d'Oklahoma City – OKC • Orange County SC – OCO • Fury d'Ottawa – OTT • Penn FC – PEN Rising FC de Phoenix – PHX • Riverhounds de Pittsburgh – PIT • Portland Timbers 2 – POR • Real Monarchs – RMO • Reno 1868 FC – RNO • Toros de Rio Grande Valley FC – RGV • Kickers de Richmond – RIC • Republic FC de Sacramento – SAC • San Antonio FC – SAN • Saint Louis FC – STL • Seattle Sounders 2 – SEA • Swope Park Rangers – SPR • Rowdies de Tampa Bay – TBR • Toronto FC II – TOR • Roughnecks FC de Tulsa – TUL Domicile • Extérieur • Neutre • Victoire • Défaite • Nul | Abréviations et légende des couleurs : Atlanta United 2 – ATL • Bethlehem Steel – BST • Battery de Charleston – CHS • Independence de Charlotte – CLT • FC Cincinnati – CIN • Switchbacks de Colorado Springs – COS • Fresno FC – FRE • Eleven d'Indy – IND • Lights FC de Las Vegas – LVL • LA Galaxy II – LAG • Louisville City FC – LOU • Nashville Soccer Club – NAS • New York Red Bulls II – NYR • North Carolina FC – NCA • Energy FC d'Oklahoma City – OKC • Orange County SC – OCO • Fury d'Ottawa – OTT • Penn FC – PEN Rising FC de Phoenix – PHX • Riverhounds de Pittsburgh – PIT • Portland Timbers 2 – POR • Real Monarchs – RMO • Reno 1868 FC – RNO • Toros de Rio Grande Valley FC – RGV • Kickers de Richmond – RIC • Republic FC de Sacramento – SAC • San Antonio FC – SAN • Saint Louis FC – STL • Seattle Sounders 2 – SEA • Swope Park Rangers – SPR • Rowdies de Tampa Bay – TBR • Toronto FC II – TOR • Roughnecks FC de Tulsa – TUL Domicile • Extérieur • Neutre • Victoire • Défaite • Nul | Abréviations et légende des couleurs : Atlanta United 2 – ATL • Bethlehem Steel – BST • Battery de Charleston – CHS • Independence de Charlotte – CLT • FC Cincinnati – CIN • Switchbacks de Colorado Springs – COS • Fresno FC – FRE • Eleven d'Indy – IND • Lights FC de Las Vegas – LVL • LA Galaxy II – LAG • Louisville City FC – LOU • Nashville Soccer Club – NAS • New York Red Bulls II – NYR • North Carolina FC – NCA • Energy FC d'Oklahoma City – OKC • Orange County SC – OCO • Fury d'Ottawa – OTT • Penn FC – PEN Rising FC de Phoenix – PHX • Riverhounds de Pittsburgh – PIT • Portland Timbers 2 – POR • Real Monarchs – RMO • Reno 1868 FC – RNO • Toros de Rio Grande Valley FC – RGV • Kickers de Richmond – RIC • Republic FC de Sacramento – SAC • San Antonio FC – SAN • Saint Louis FC – STL • Seattle Sounders 2 – SEA • Swope Park Rangers – SPR • Rowdies de Tampa Bay – TBR • Toronto FC II – TOR • Roughnecks FC de Tulsa – TUL Domicile • Extérieur • Neutre • Victoire • Défaite • Nul | Abréviations et légende des couleurs : Atlanta United 2 – ATL • Bethlehem Steel – BST • Battery de Charleston – CHS • Independence de Charlotte – CLT • FC Cincinnati – CIN • Switchbacks de Colorado Springs – COS • Fresno FC – FRE • Eleven d'Indy – IND • Lights FC de Las Vegas – LVL • LA Galaxy II – LAG • Louisville City FC – LOU • Nashville Soccer Club – NAS • New York Red Bulls II – NYR • North Carolina FC – NCA • Energy FC d'Oklahoma City – OKC • Orange County SC – OCO • Fury d'Ottawa – OTT • Penn FC – PEN Rising FC de Phoenix – PHX • Riverhounds de Pittsburgh – PIT • Portland Timbers 2 – POR • Real Monarchs – RMO • Reno 1868 FC – RNO • Toros de Rio Grande Valley FC – RGV • Kickers de Richmond – RIC • Republic FC de Sacramento – SAC • San Antonio FC – SAN • Saint Louis FC – STL • Seattle Sounders 2 – SEA • Swope Park Rangers – SPR • Rowdies de Tampa Bay – TBR • Toronto FC II – TOR • Roughnecks FC de Tulsa – TUL Domicile • Extérieur • Neutre • Victoire • Défaite • Nul | Abréviations et légende des couleurs : Atlanta United 2 – ATL • Bethlehem Steel – BST • Battery de Charleston – CHS • Independence de Charlotte – CLT • FC Cincinnati – CIN • Switchbacks de Colorado Springs – COS • Fresno FC – FRE • Eleven d'Indy – IND • Lights FC de Las Vegas – LVL • LA Galaxy II – LAG • Louisville City FC – LOU • Nashville Soccer Club – NAS • New York Red Bulls II – NYR • North Carolina FC – NCA • Energy FC d'Oklahoma City – OKC • Orange County SC – OCO • Fury d'Ottawa – OTT • Penn FC – PEN Rising FC de Phoenix – PHX • Riverhounds de Pittsburgh – PIT • Portland Timbers 2 – POR • Real Monarchs – RMO • Reno 1868 FC – RNO • Toros de Rio Grande Valley FC – RGV • Kickers de Richmond – RIC • Republic FC de Sacramento – SAC • San Antonio FC – SAN • Saint Louis FC – STL • Seattle Sounders 2 – SEA • Swope Park Rangers – SPR • Rowdies de Tampa Bay – TBR • Toronto FC II – TOR • Roughnecks FC de Tulsa – TUL Domicile • Extérieur • Neutre • Victoire • Défaite • Nul | Abréviations et légende des couleurs : Atlanta United 2 – ATL • Bethlehem Steel – BST • Battery de Charleston – CHS • Independence de Charlotte – CLT • FC Cincinnati – CIN • Switchbacks de Colorado Springs – COS • Fresno FC – FRE • Eleven d'Indy – IND • Lights FC de Las Vegas – LVL • LA Galaxy II – LAG • Louisville City FC – LOU • Nashville Soccer Club – NAS • New York Red Bulls II – NYR • North Carolina FC – NCA • Energy FC d'Oklahoma City – OKC • Orange County SC – OCO • Fury d'Ottawa – OTT • Penn FC – PEN Rising FC de Phoenix – PHX • Riverhounds de Pittsburgh – PIT • Portland Timbers 2 – POR • Real Monarchs – RMO • Reno 1868 FC – RNO • Toros de Rio Grande Valley FC – RGV • Kickers de Richmond – RIC • Republic FC de Sacramento – SAC • San Antonio FC – SAN • Saint Louis FC – STL • Seattle Sounders 2 – SEA • Swope Park Rangers – SPR • Rowdies de Tampa Bay – TBR • Toronto FC II – TOR • Roughnecks FC de Tulsa – TUL Domicile • Extérieur • Neutre • Victoire • Défaite • Nul | Abréviations et légende des couleurs : Atlanta United 2 – ATL • Bethlehem Steel – BST • Battery de Charleston – CHS • Independence de Charlotte – CLT • FC Cincinnati – CIN • Switchbacks de Colorado Springs – COS • Fresno FC – FRE • Eleven d'Indy – IND • Lights FC de Las Vegas – LVL • LA Galaxy II – LAG • Louisville City FC – LOU • Nashville Soccer Club – NAS • New York Red Bulls II – NYR • North Carolina FC – NCA • Energy FC d'Oklahoma City – OKC • Orange County SC – OCO • Fury d'Ottawa – OTT • Penn FC – PEN Rising FC de Phoenix – PHX • Riverhounds de Pittsburgh – PIT • Portland Timbers 2 – POR • Real Monarchs – RMO • Reno 1868 FC – RNO • Toros de Rio Grande Valley FC – RGV • Kickers de Richmond – RIC • Republic FC de Sacramento – SAC • San Antonio FC – SAN • Saint Louis FC – STL • Seattle Sounders 2 – SEA • Swope Park Rangers – SPR • Rowdies de Tampa Bay – TBR • Toronto FC II – TOR • Roughnecks FC de Tulsa – TUL Domicile • Extérieur • Neutre • Victoire • Défaite • Nul | Abréviations et légende des couleurs : Atlanta United 2 – ATL • Bethlehem Steel – BST • Battery de Charleston – CHS • Independence de Charlotte – CLT • FC Cincinnati – CIN • Switchbacks de Colorado Springs – COS • Fresno FC – FRE • Eleven d'Indy – IND • Lights FC de Las Vegas – LVL • LA Galaxy II – LAG • Louisville City FC – LOU • Nashville Soccer Club – NAS • New York Red Bulls II – NYR • North Carolina FC – NCA • Energy FC d'Oklahoma City – OKC • Orange County SC – OCO • Fury d'Ottawa – OTT • Penn FC – PEN Rising FC de Phoenix – PHX • Riverhounds de Pittsburgh – PIT • Portland Timbers 2 – POR • Real Monarchs – RMO • Reno 1868 FC – RNO • Toros de Rio Grande Valley FC – RGV • Kickers de Richmond – RIC • Republic FC de Sacramento – SAC • San Antonio FC – SAN • Saint Louis FC – STL • Seattle Sounders 2 – SEA • Swope Park Rangers – SPR • Rowdies de Tampa Bay – TBR • Toronto FC II – TOR • Roughnecks FC de Tulsa – TUL Domicile • Extérieur • Neutre • Victoire • Défaite • Nul | Abréviations et légende des couleurs : Atlanta United 2 – ATL • Bethlehem Steel – BST • Battery de Charleston – CHS • Independence de Charlotte – CLT • FC Cincinnati – CIN • Switchbacks de Colorado Springs – COS • Fresno FC – FRE • Eleven d'Indy – IND • Lights FC de Las Vegas – LVL • LA Galaxy II – LAG • Louisville City FC – LOU • Nashville Soccer Club – NAS • New York Red Bulls II – NYR • North Carolina FC – NCA • Energy FC d'Oklahoma City – OKC • Orange County SC – OCO • Fury d'Ottawa – OTT • Penn FC – PEN Rising FC de Phoenix – PHX • Riverhounds de Pittsburgh – PIT • Portland Timbers 2 – POR • Real Monarchs – RMO • Reno 1868 FC – RNO • Toros de Rio Grande Valley FC – RGV • Kickers de Richmond – RIC • Republic FC de Sacramento – SAC • San Antonio FC – SAN • Saint Louis FC – STL • Seattle Sounders 2 – SEA • Swope Park Rangers – SPR • Rowdies de Tampa Bay – TBR • Toronto FC II – TOR • Roughnecks FC de Tulsa – TUL Domicile • Extérieur • Neutre • Victoire • Défaite • Nul | Abréviations et légende des couleurs : Atlanta United 2 – ATL • Bethlehem Steel – BST • Battery de Charleston – CHS • Independence de Charlotte – CLT • FC Cincinnati – CIN • Switchbacks de Colorado Springs – COS • Fresno FC – FRE • Eleven d'Indy – IND • Lights FC de Las Vegas – LVL • LA Galaxy II – LAG • Louisville City FC – LOU • Nashville Soccer Club – NAS • New York Red Bulls II – NYR • North Carolina FC – NCA • Energy FC d'Oklahoma City – OKC • Orange County SC – OCO • Fury d'Ottawa – OTT • Penn FC – PEN Rising FC de Phoenix – PHX • Riverhounds de Pittsburgh – PIT • Portland Timbers 2 – POR • Real Monarchs – RMO • Reno 1868 FC – RNO • Toros de Rio Grande Valley FC – RGV • Kickers de Richmond – RIC • Republic FC de Sacramento – SAC • San Antonio FC – SAN • Saint Louis FC – STL • Seattle Sounders 2 – SEA • Swope Park Rangers – SPR • Rowdies de Tampa Bay – TBR • Toronto FC II – TOR • Roughnecks FC de Tulsa – TUL Domicile • Extérieur • Neutre • Victoire • Défaite • Nul | Abréviations et légende des couleurs : Atlanta United 2 – ATL • Bethlehem Steel – BST • Battery de Charleston – CHS • Independence de Charlotte – CLT • FC Cincinnati – CIN • Switchbacks de Colorado Springs – COS • Fresno FC – FRE • Eleven d'Indy – IND • Lights FC de Las Vegas – LVL • LA Galaxy II – LAG • Louisville City FC – LOU • Nashville Soccer Club – NAS • New York Red Bulls II – NYR • North Carolina FC – NCA • Energy FC d'Oklahoma City – OKC • Orange County SC – OCO • Fury d'Ottawa – OTT • Penn FC – PEN Rising FC de Phoenix – PHX • Riverhounds de Pittsburgh – PIT • Portland Timbers 2 – POR • Real Monarchs – RMO • Reno 1868 FC – RNO • Toros de Rio Grande Valley FC – RGV • Kickers de Richmond – RIC • Republic FC de Sacramento – SAC • San Antonio FC – SAN • Saint Louis FC – STL • Seattle Sounders 2 – SEA • Swope Park Rangers – SPR • Rowdies de Tampa Bay – TBR • Toronto FC II – TOR • Roughnecks FC de Tulsa – TUL Domicile • Extérieur • Neutre • Victoire • Défaite • Nul | Abréviations et légende des couleurs : Atlanta United 2 – ATL • Bethlehem Steel – BST • Battery de Charleston – CHS • Independence de Charlotte – CLT • FC Cincinnati – CIN • Switchbacks de Colorado Springs – COS • Fresno FC – FRE • Eleven d'Indy – IND • Lights FC de Las Vegas – LVL • LA Galaxy II – LAG • Louisville City FC – LOU • Nashville Soccer Club – NAS • New York Red Bulls II – NYR • North Carolina FC – NCA • Energy FC d'Oklahoma City – OKC • Orange County SC – OCO • Fury d'Ottawa – OTT • Penn FC – PEN Rising FC de Phoenix – PHX • Riverhounds de Pittsburgh – PIT • Portland Timbers 2 – POR • Real Monarchs – RMO • Reno 1868 FC – RNO • Toros de Rio Grande Valley FC – RGV • Kickers de Richmond – RIC • Republic FC de Sacramento – SAC • San Antonio FC – SAN • Saint Louis FC – STL • Seattle Sounders 2 – SEA • Swope Park Rangers – SPR • Rowdies de Tampa Bay – TBR • Toronto FC II – TOR • Roughnecks FC de Tulsa – TUL Domicile • Extérieur • Neutre • Victoire • Défaite • Nul |
| Club | Match | Match | Match | Match | Match | Match | Match | Match | Match | Match | Match | Match | Match | Match | Match | Match | Match | Match | Match | Match | Match | Match | Match | Match | Match | Match | Match | Match | Match | Match | Match | Match | Match | Match |
| Club | 1 | 2 | 3 | 4 | 5 | 6 | 7 | 8 | 9 | 10 | 11 | 12 | 13 | 14 | 15 | 16 | 17 | 18 | 19 | 20 | 21 | 22 | 23 | 24 | 25 | 26 | 27 | 28 | 29 | 30 | 31 | 32 | 33 | 34 |
| --- | --- | --- | --- | --- | --- | --- | --- | --- | --- | --- | --- | --- | --- | --- | --- | --- | --- | --- | --- | --- | --- | --- | --- | --- | --- | --- | --- | --- | --- | --- | --- | --- | --- | --- |
| Atlanta United 2 (ATL) | NYR | CLT | PEN | LOU | CHS | PIT | CIN | OTT | TOR | LOU | NCA | TBR | IND | CLT | NSH | NYR | BST | RIC | NSH | BST | OTT | CHS | CIN | IND | TOR | PEN | TBR | NCA | NSH | LOU | TBR | CHS | PIT | RIC |
| Atlanta United 2 (ATL) | 3–1 | 2–2 | 1–1 | 1–1 | 0–3 | 0–1 | 2–4 | 0–2 | 5–4 | 1–2 | 0–4 | 0–0 | 0–2 | 1–1 | 0–3 | 1–6 | 2–1 | 1–1 | 0–1 | 1–4 | 1–1 | 0–1 | 1–5 | 1–1 | 2–1 | 2–1 | 0–1 | 1–6 | 0–2 | 1–4 | 1–1 | 2–1 | 1–1 | 3–2 |
| Bethlehem Steel (BST) | RIC | TBR | NSH | CHS | CIN | LOU | RIC | CHS | NYR | IND | OTT | NCA | LOU | CIN | NYR | CLT | PEN | ATL | NCA | NYR | IND | ATL | RIC | CLT | PIT | TOR | OTT | NSH | PEN | PIT | TOR | OTT | IND | TBR |
| Bethlehem Steel (BST) | 4–1 | 0–2 | 0–1 | 1–1 | 1–1 | 1–3 | 3–1 | 1–2 | 3–0 | 2–1 | 0–1 | 2–1 | 0–0 | 2–2 | 2–2 | 4–1 | 2–3 | 1–2 | 1–1 | 1–2 | 0–1 | 4–1 | 3–0 | 3–0 | 1–2 | 2–0 | 2–0 | 2–1 | 1–3 | 1–4 | 4–0 | 0–0 | 1–1 | 1–0 |
| Battery de Charleston (CHS) | CIN | PEN | NYR | BST | PEN | ATL | TBR | CLT | BST | OTT | NSH | IND | RIC | CLT | PIT | TOR | NCA | IND | LOU | PIT | RIC | NCA | TBR | ATL | CIN | NYR | LOU | TBR | CLT | NSH | NCA | TOR | ATL | OTT |
| Battery de Charleston (CHS) | 0–1 | 1–0 | 2–5 | 1–1 | 1–1 | 3–0 | 1–0 | 2–0 | 2–1 | 0–0 | 1–1 | 3–3 | 0–2 | 1–1 | 0–0 | 4–0 | 1–1 | 2–1 | 2–1 | 1–0 | 3–0 | 0–0 | 0–0 | 1–0 | 0–3 | 4–4 | 2–2 | 1–0 | 1–1 | 1–1 | 2–0 | 1–2 | 1–2 | 2–0 |
| Independence de Charlotte (CLT) | OTT | TOR | ATL | NSH | NCA | IND | CHS | CIN | TOR | RIC | OTT | NYR | ATL | CHS | RIC | TBR | BST | IND | NSH | CIN | LOU | PEN | BST | PIT | LOU | NCA | NSH | RIC | CHS | NYR | PIT | PEN | TBR | NCA |
| Independence de Charlotte (CLT) | 4–1 | 2–0 | 2–2 | 0–2 | 0–2 | 0–0 | 0–2 | 4–1 | 2–1 | 3–1 | 1–0 | 2–4 | 1–1 | 1–1 | 1–1 | 2–2 | 1–4 | 1–2 | 1–0 | 0–2 | 1–4 | 1–1 | 0–3 | 0–0 | 0–3 | 2–6 | 1–0 | 2–1 | 1–1 | 1–1 | 2–2 | 2–2 | 2–1 | 1–3 |
| FC Cincinnati (CIN) | CHS | IND | LOU | BST | PIT | OTT | IND | ATL | CLT | NCA | LOU | NYR | NCA | BST | RIC | TOR | OTT | NSH | TBR | CLT | NYR | NSH | PEN | CHS | ATL | TBR | PIT | LOU | TOR | PEN | RIC | IND | PIT | NSH |
| FC Cincinnati (CIN) | 1–0 | 1–0 | 0–1 | 1–1 | 2–2 | 3–0 | 3–2 | 4–2 | 1–4 | 4–1 | 0–2 | 2–1 | 2–0 | 2–2 | 4–0 | 3–3 | 2–0 | 0–0 | 2–0 | 2–0 | 2–1 | 1–1 | 1–0 | 3–0 | 5–1 | 2–1 | 2–1 | 1–0 | 4–3 | 2–1 | 4–1 | 3–0 | 0–0 | 3–3 |
| Switchbacks de Colorado Springs (COS) | LAG | POR | STL | SPR | RGV | RNO | SAC | SEA | OCO | RNO | LVL | OKC | STL | LVL | SPR | POR | FRS | SAN | OCO | OKC | SAC | TUL | SAN | RGV | OKC | TUL | PHX | SLC | LAG | RGV | PHX | SLC | FRS | SEA |
| Switchbacks de Colorado Springs (COS) | 2–0 | 0–1 | 0–1 | 0–1 | 2–1 | 4–0 | 1–2 | 0–0 | 0–1 | 0–0 | 1–0 | 0–1 | 3–0 | 1–4 | 0–1 | 4–1 | 1–0 | 1–1 | 0–1 | 1–1 | 0–1 | 4–2 | 0–1 | 0–1 | 2–0 | 1–2 | 0–4 | 1–0 | 1–3 | 1–1 | 1–2 | 2–0 | 0–3 | 2–2 |
| Fresno FC (FRS) | LVL | LAG | SEA | OKC | STL | TUL | SAN | PHX | SAN | RGV | SLC | OCO | SEA | RNO | SAC | SPR | COS | SLC | SAC | POR | PHX | OKC | TUL | SAC | LAG | STL | LVL | RNO | SPR | OCO | POR | RGV | COS | SLC |
| Fresno FC (FRS) | 2–3 | 1–1 | 1–0 | 2–1 | 1–1 | 2–2 | 0–0 | 1–1 | 1–2 | 2–2 | 0–1 | 0–3 | 4–0 | 1–1 | 0–1 | 4–1 | 0–1 | 0–1 | 2–0 | 4–2 | 4–0 | 0–0 | 1–1 | 0–1 | 1–2 | 1–0 | 2–2 | 1–1 | 0–1 | 0–1 | 2–2 | 1–2 | 3–0 | 0–1 |
| Eleven d'Indy (IND) | RIC | CIN | NCA | NSH | CLT | CIN | LOU | PIT | BST | NYR | CHS | ATL | TOR | NSH | PEN | OTT | CLT | CHS | TBR | BST | LOU | NCA | OTT | TOR | ATL | PIT | RIC | NYR | PEN | PIT | TBR | CIN | BST | LOU |
| Eleven d'Indy (IND) | 1–0 | 0–1 | 1–0 | 2–1 | 0–0 | 2–3 | 1–0 | 0–0 | 1–2 | 1–4 | 3–3 | 2–0 | 3–1 | 2–0 | 1–1 | 0–1 | 2–1 | 1–2 | 1–3 | 1–0 | 2–2 | 3–2 | 0–0 | 3–2 | 1–1 | 2–2 | 1–1 | 3–0 | 0–1 | 2–3 | 2–0 | 0–3 | 1–1 | 0–1 |
| Lights FC de Las Vegas (LVL) | FRS | RNO | SPR | SAC | SAN | SLC | TUL | COS | SLC | LAG | COS | PHX | SEA | SPR | TUL | STL | OKC | RGV | POR | SEA | RGV | STL | OCO | PHX | FRS | RNO | LAG | POR | RNO | OCO | OKC | SAN | PHX | SAC |
| Lights FC de Las Vegas (LVL) | 3–2 | 1–1 | 2–1 | 1–1 | 1–3 | 0–0 | 1–1 | 0–1 | 0–2 | 2–7 | 4–1 | 0–4 | 4–1 | 2–3 | 2–2 | 1–0 | 4–6 | 0–2 | 2–1 | 0–3 | 1–0 | 1–4 | 1–3 | 0–2 | 2–2 | 1–2 | 1–2 | 1–2 | 3–3 | 3–5 | 0–1 | 1–3 | 5–2 | 0–1 |
| LA Galaxy II (LAG) | COS | FRS | SAN | OCO | PHX | STL | NYR | PHX | STL | POR | RGV | LVL | TUL | OCO | OKC | TUL | SEA | OCO | RNO | POR | SPR | SAN | FRS | SAC | RGV | SLC | COS | LVL | OKC | RNO | SLC | SEA | SAC | SPR |
| LA Galaxy II (LAG) | 0–2 | 1–1 | 0–0 | 0–3 | 0–1 | 0–1 | 1–1 | 3–4 | 6–3 | 3–7 | 1–1 | 7–2 | 1–0 | 0–1 | 0–1 | 0–2 | 5–3 | 3–0 | 1–4 | 3–4 | 1–1 | 1–2 | 2–1 | 4–1 | 1–1 | 0–4 | 3–1 | 2–1 | 1–3 | 0–1 | 6–1 | 2–2 | 1–2 | 1–5 |
| Louisville City FC (LOU) | NSH | TBR | CIN | RIC | ATL | BST | IND | NSH | ATL | CIN | BST | PEN | NCA | PIT | NYR | TBR | CHS | CLT | OTT | IND | NYR | NSH | CLT | RIC | TOR | CHS | CIN | PIT | PEN | OTT | ATL | TOR | NCA | IND |
| Louisville City FC (LOU) | 2–0 | 1–0 | 1–0 | 2–1 | 1–1 | 3–1 | 0–1 | 0–2 | 2–1 | 2–0 | 0–0 | 3–3 | 2–2 | 0–1 | 3–3 | 2–1 | 1–2 | 4–1 | 3–0 | 2–2 | 6–4 | 0–0 | 3–0 | 6–0 | 1–4 | 2–2 | 0–1 | 2–2 | 3–0 | 4–0 | 4–1 | 3–1 | 2–1 | 1–0 |
| Nashville SC (NSH) | LOU | PIT | BST | CLT | IND | PEN | NYR | LOU | CHS | PIT | PEN | TBR | NCA | IND | ATL | CIN | CLT | OTT | ATL | TOR | CIN | OTT | LOU | BST | RIC | CLT | NCA | TBR | CHS | ATL | NYR | RIC | TOR | CIN |
| Nashville SC (NSH) | 0–2 | 0–0 | 1–0 | 2–0 | 1–2 | 0–0 | 1–1 | 2–0 | 1–1 | 1–0 | 3–1 | 1–1 | 1–0 | 0–2 | 3–0 | 0–0 | 0–1 | 0–2 | 1–0 | 0–2 | 1–1 | 2–0 | 0–0 | 1–2 | 4–0 | 0–1 | 3–3 | 1–2 | 1–1 | 2–0 | 1–1 | 3–0 | 2–2 | 3–3 |
| New York Red Bulls II (NYR) | TOR | ATL | CHS | RIC | TBR | LAG | TOR | OTT | NSH | BST | IND | CIN | CLT | PIT | BST | OTT | LOU | ATL | RIC | BST | CIN | TBR | PEN | LOU | NCA | CHS | OTT | IND | TOR | CLT | NSH | NCA | PEN | PIT |
| New York Red Bulls II (NYR) | 2–1 | 1–3 | 5–2 | 1–1 | 4–0 | 1–1 | 0–0 | 0–0 | 1–1 | 0–3 | 4–1 | 1–2 | 4–2 | 0–3 | 2–2 | 0–3 | 3–3 | 6–1 | 5–1 | 2–1 | 1–2 | 2–2 | 2–1 | 4–6 | 2–2 | 4–4 | 1–0 | 0–3 | 3–3 | 1–1 | 1–1 | 2–1 | 3–1 | 2–1 |
| North Carolina FC (NCA) | TBR | RIC | IND | CLT | TOR | OTT | PEN | CIN | ATL | BST | CIN | OTT | NSH | LOU | RIC | PIT | CHS | BST | TOR | PIT | CHS | TBR | IND | NYR | CLT | TBR | NSH | PEN | ATL | CHS | RIC | NYR | LOU | CLT |
| North Carolina FC (NCA) | 1–3 | 1–2 | 0–1 | 2–0 | 0–0 | 1–1 | 3–0 | 1–4 | 4–0 | 1–2 | 0–2 | 4–2 | 0–1 | 2–2 | 3–1 | 0–2 | 1–1 | 1–1 | 3–1 | 2–1 | 0–0 | 2–0 | 2–3 | 2–2 | 6–2 | 0–3 | 3–3 | 1–0 | 6–1 | 0–2 | 3–2 | 1–2 | 1–2 | 3–1 |
| Energy FC d'Oklahoma City (OKC) | TUL | PHX | OCO | FRS | POR | STL | RNO | SPR | PHX | COS | TUL | RNO | SEA | POR | RGV | LAG | SAN | COS | LVL | SAC | FRS | SAN | COS | TUL | SLC | RGV | SEA | SPR | OCO | LAG | SAC | LVL | SLC | STL |
| Energy FC d'Oklahoma City (OKC) | 1–0 | 1–4 | 0–1 | 1–2 | 0–3 | 0–1 | 0–2 | 0–1 | 0–3 | 1–0 | 1–1 | 1–2 | 1–2 | 2–1 | 3–1 | 1–0 | 1–1 | 1–1 | 6–4 | 1–1 | 0–0 | 1–2 | 0–2 | 3–0 | 3–2 | 4–2 | 3–0 | 0–1 | 2–3 | 3–1 | 0–0 | 1–0 | 1–2 | 0–0 |
| Orange County SC (OCO) | PHX | SAC | OKC | TUL | LAG | SAN | RGV | COS | SLC | STL | FRS | SAC | LAG | RNO | TUL | PHX | COS | LAG | SAN | SPR | STL | POR | SPR | PHX | LVL | POR | RGV | SEA | OKC | FRS | SLC | LVL | SEA | RNO |
| Orange County SC (OCO) | 1–1 | 0–1 | 1–0 | 5–0 | 3–0 | 3–0 | 0–2 | 1–0 | 1–2 | 1–1 | 3–0 | 0–1 | 1–0 | 2–2 | 6–1 | 0–1 | 1–0 | 0–3 | 3–0 | 4–0 | 2–2 | 2–2 | 2–1 | 4–3 | 3–1 | 3–2 | 0–2 | 1–1 | 3–2 | 1–0 | 5–2 | 5–3 | 2–1 | 1–3 |
| Fury d'Ottawa (OTT) | CLT | TBR | PIT | NCA | CIN | NYR | PEN | ATL | CHS | BST | TOR | CLT | NCA | NYR | CIN | IND | PIT | PEN | NSH | LOU | TBR | ATL | NSH | RIC | IND | BST | PEN | NYR | TOR | RIC | LOU | TOR | BST | CHS |
| Fury d'Ottawa (OTT) | 1–4 | 0–5 | 0–1 | 1–1 | 0–3 | 0–0 | 1–0 | 2–0 | 0–0 | 1–0 | 3–0 | 0–1 | 2–4 | 3–0 | 0–2 | 1–0 | 0–1 | 2–1 | 2–0 | 0–3 | 2–0 | 1–1 | 0–2 | 2–0 | 0–0 | 0–2 | 0–2 | 0–1 | 4–3 | 2–0 | 0–4 | 1–0 | 0–0 | 0–2 |
| Penn FC (PEN) | CHS | PIT | ATL | CHS | NSH | NCA | TBR | OTT | TOR | PIT | NSH | TOR | RIC | LOU | TBR | IND | BST | RIC | OTT | CLT | NYR | CIN | RIC | OTT | BST | ATL | IND | NCA | LOU | CIN | PIT | CLT | NYR | TOR |
| Penn FC (PEN) | 0–1 | 0–0 | 1–1 | 1–1 | 0–0 | 0–3 | 3–0 | 0–1 | 1–0 | 0–0 | 1–3 | 3–2 | 2–1 | 3–3 | 2–1 | 1–1 | 3–2 | 1–2 | 1–2 | 1–1 | 1–2 | 0–1 | 2–3 | 2–0 | 3–1 | 1–2 | 1–0 | 0–1 | 0–3 | 1–2 | 0–2 | 2–2 | 1–3 | 0–0 |
| Rising FC de Phoenix (PHX) | OCO | OKC | RNO | SLC | LAG | SPR | FRS | LAG | OKC | TUL | SAC | SPR | STL | SAC | LVL | TUL | RGV | OCO | FRS | SEA | SLC | POR | OCO | LVL | SAN | COS | RGV | SAN | SEA | COS | STL | RNO | LVL | POR |
| Rising FC de Phoenix (PHX) | 1–1 | 4–1 | 1–0 | 0–1 | 1–0 | 2–2 | 1–1 | 4–3 | 3–0 | 5–1 | 1–3 | 0–1 | 3–1 | 0–0 | 4–0 | 3–0 | 0–0 | 1–0 | 0–4 | 1–0 | 1–4 | 4–1 | 3–4 | 2–0 | 4–0 | 4–0 | 1–0 | 2–3 | 1–0 | 2–1 | 2–0 | 0–0 | 2–5 | 0–1 |
| Riverhounds de Pittsburgh (PIT) | NSH | PEN | TOR | OTT | CIN | ATL | TOR | IND | TBR | PEN | NSH | RIC | NYR | CHS | LOU | NCA | OTT | CHS | NCA | RIC | TOR | BST | CLT | TBR | IND | CIN | BST | LOU | IND | PEN | CLT | CIN | ATL | NYR |
| Riverhounds de Pittsburgh (PIT) | 0–0 | 0–0 | 4–0 | 1–0 | 2–2 | 1–0 | 2–1 | 0–0 | 2–2 | 0–0 | 0–1 | 2–1 | 3–0 | 0–0 | 1–0 | 2–0 | 1–0 | 0–1 | 1–2 | 3–0 | 1–0 | 2–1 | 0–0 | 1–1 | 2–2 | 1–2 | 4–1 | 2–2 | 3–2 | 2–0 | 2–2 | 0–0 | 1–1 | 1–2 |
| Portland Timbers 2 (POR) | SEA | COS | SLC | TUL | OKC | RGV | RNO | SAC | STL | SEA | LAG | SLC | SAN | RGV | OKC | COS | RNO | FRS | SPR | LVL | LAG | OCO | PHX | SPR | SAN | SEA | OCO | STL | TUL | LVL | FRS | SAC | RNO | PHX |
| Portland Timbers 2 (POR) | 1–2 | 1–0 | 2–4 | 0–0 | 3–0 | 3–2 | 1–2 | 2–0 | 0–0 | 1–0 | 7–3 | 1–0 | 1–2 | 1–0 | 1–2 | 1–4 | 0–1 | 2–4 | 2–1 | 1–2 | 4–3 | 2–2 | 1–4 | 2–0 | 2–1 | 4–1 | 2–3 | 1–0 | 4–0 | 2–1 | 2–2 | 0–1 | 0–2 | 1–0 |
| Real Monarchs (SLC) | TUL | POR | PHX | SEA | TBR | LVL | OCO | SPR | FRS | LVL | POR | SAC | RGV | SPR | STL | FRS | RNO | SAC | SEA | SAN | PHX | RNO | OKC | TUL | LAG | COS | SAN | RGV | STL | OCO | LAG | COS | OKC | FRS |
| Real Monarchs (SLC) | 3–2 | 4–2 | 1–0 | 3–1 | 0–2 | 0–0 | 2–1 | 4–1 | 1–0 | 2–0 | 0–1 | 1–0 | 2–0 | 2–3 | 1–0 | 1–0 | 0–3 | 0–0 | 2–0 | 2–4 | 4–1 | 2–1 | 2–3 | 3–2 | 4–0 | 0–1 | 1–2 | 1–2 | 1–1 | 2–5 | 1–6 | 0–2 | 2–1 | 1–0 |
| Reno 1868 FC (RNO) | SPR | LVL | PHX | COS | POR | OKC | RGV | COS | TUL | SAC | SEA | SAN | OKC | FRS | OCO | SAN | POR | SLC | SEA | LAG | STL | SLC | SPR | SAC | LVL | FRS | STL | LAG | LVL | RGV | TUL | POR | PHX | OCO |
| Reno 1868 FC (RNO) | 3–4 | 1–1 | 0–1 | 0–4 | 2–1 | 2–0 | 0–0 | 0–0 | 1–1 | 3–2 | 1–1 | 2–1 | 2–1 | 1–1 | 2–2 | 2–0 | 1–0 | 3–0 | 2–1 | 4–1 | 1–2 | 1–2 | 3–3 | 1–2 | 2–1 | 1–1 | 0–1 | 1–0 | 3–3 | 4–0 | 2–0 | 2–0 | 0–0 | 3–1 |
| Toros de Rio Grande Valley FC (RGV) | STL | SAC | COS | SEA | POR | OCO | RNO | FRS | SAN | SPR | LAG | SLC | POR | OKC | PHX | STL | TUL | LVL | SPR | COS | LVL | SAC | OKC | LAG | OCO | SAN | PHX | SLC | COS | SEA | RNO | FRS | TUL | SAN |
| Toros de Rio Grande Valley FC (RGV) | 1–1 | 2–2 | 1–2 | 2–3 | 2–3 | 2–0 | 0–0 | 2–2 | 0–0 | 0–0 | 1–1 | 0–2 | 0–1 | 1–3 | 0–0 | 0–0 | 1–1 | 2–0 | 0–0 | 1–0 | 0–1 | 1–2 | 2–4 | 1–1 | 2–0 | 1–3 | 0–1 | 2–1 | 1–1 | 3–0 | 0–4 | 2–1 | 2–1 | 1–1 |
| Kickers de Richmond (RIC) | BST | IND | NCA | NYR | LOU | TOR | BST | TBR | CLT | PIT | CHS | PEN | CIN | CLT | NCA | PEN | NYR | ATL | CHS | PIT | BST | TOR | OTT | PEN | LOU | NSH | IND | CLT | OTT | TBR | CIN | NCA | NSH | ATL |
| Kickers de Richmond (RIC) | 1–4 | 0–1 | 2–1 | 1–1 | 1–2 | 2–1 | 1–3 | 1–0 | 1–3 | 1–2 | 2–0 | 1–2 | 0–4 | 1–1 | 1–3 | 2–1 | 1–5 | 1–1 | 0–3 | 0–3 | 0–3 | 0–1 | 0–2 | 3–2 | 0–6 | 0–4 | 1–1 | 1–2 | 0–2 | 0–3 | 1–4 | 2–3 | 0–3 | 2–3 |
| Republic FC de Sacramento (SAC) | SAN | OCO | RGV | SEA | LVL | COS | TUL | POR | SEA | RNO | PHX | SLC | OCO | PHX | FRS | SAN | STL | FRS | SLC | SPR | COS | OKC | FRS | RGV | STL | LAG | RNO | SEA | TUL | OKC | POR | SPR | LAG | LVL |
| Republic FC de Sacramento (SAC) | 2–1 | 1–0 | 2–2 | 1–0 | 1–1 | 2–1 | 1–1 | 0–2 | 2–1 | 2–3 | 3–1 | 0–1 | 1–0 | 0–0 | 1–0 | 0–1 | 2–2 | 0–2 | 0–0 | 3–1 | 1–0 | 1–1 | 1–0 | 2–1 | 1–2 | 1–4 | 2–1 | 3–0 | 4–1 | 0–0 | 1–0 | 3–1 | 2–1 | 1–0 |
| San Antonio FC (SAN) | SAC | STL | LAG | SPR | OCO | FRS | LVL | FRS | RGV | TUL | RNO | POR | SAC | RNO | COS | OKC | OCO | SLC | COS | OKC | LAG | SEA | POR | PHX | SPR | RGV | SLC | PHX | TUL | SPR | STL | SEA | LVL | RGV |
| San Antonio FC (SAN) | 1–2 | 2–1 | 0–0 | 1–1 | 0–3 | 0–0 | 3–1 | 2–1 | 0–0 | 1–1 | 1–2 | 2–1 | 1–0 | 0–2 | 1–1 | 1–1 | 0–3 | 4–2 | 1–0 | 2–1 | 2–1 | 2–3 | 1–2 | 0–4 | 1–2 | 3–1 | 2–1 | 3–2 | 1–2 | 0–2 | 0–2 | 3–1 | 3–1 | 1–1 |
| Saint Louis FC (STL) | RGV | SAN | COS | FRS | LAG | OKC | SPR | POR | LAG | OCO | COS | PHX | SPR | TUL | SLC | SAC | RGV | LVL | OCO | RNO | SEA | LVL | SAC | FRS | TUL | SEA | POR | RNO | SLC | SPR | SAN | PHX | TUL | OKC |
| Saint Louis FC (STL) | 1–1 | 1–2 | 1–0 | 1–1 | 1–0 | 1–0 | 1–1 | 0–0 | 3–6 | 1–1 | 0–3 | 1–3 | 2–0 | 3–0 | 0–1 | 2–2 | 0–0 | 0–1 | 2–2 | 2–1 | 2–0 | 4–1 | 2–1 | 0–1 | 3–2 | 1–1 | 0–1 | 1–0 | 1–1 | 4–3 | 2–0 | 0–2 | 1–0 | 0–0 |
| Seattle Sounders FC 2 (SEA) | POR | SPR | FRS | SAC | SLC | RGV | COS | SAC | POR | RNO | FRS | OKC | LVL | LAG | SPR | RNO | SLC | PHX | LVL | STL | SAN | POR | OKC | STL | OCO | TUL | SAC | PHX | RGV | SAN | LAG | OCO | COS | TUL |
| Seattle Sounders FC 2 (SEA) | 2–1 | 2–4 | 0–1 | 0–1 | 1–3 | 3–2 | 0–0 | 1–2 | 0–1 | 1–1 | 0–4 | 2–1 | 1–4 | 3–5 | 0–2 | 1–2 | 0–2 | 0–1 | 3–0 | 0–2 | 3–2 | 1–4 | 0–3 | 1–1 | 1–1 | 4–4 | 0–3 | 0–1 | 0–3 | 1–3 | 2–2 | 1–2 | 2–2 | 4–1 |
| Swope Park Rangers (SPR) | RNO | SEA | LVL | COS | SAN | PHX | STL | OKC | SLC | RGV | PHX | STL | COS | SLC | FRS | LVL | SEA | SAC | POR | OCO | RGV | LAG | OCO | POR | RNO | SAN | TUL | OKC | FRS | STL | SAN | TUL | SAC | LAG |
| Swope Park Rangers (SPR) | 4–3 | 4–2 | 1–2 | 1–0 | 1–1 | 2–2 | 1–1 | 1–0 | 1–4 | 0–0 | 1–0 | 0–2 | 1–0 | 3–2 | 1–4 | 3–2 | 2–0 | 1–3 | 1–2 | 0–4 | 0–0 | 1–1 | 1–2 | 0–2 | 3–3 | 2–1 | 2–1 | 1–0 | 1–0 | 3–4 | 2–0 | 1–1 | 1–3 | 5–1 |
| Rowdies de Tampa Bay (TBR) | NCA | BST | LOU | OTT | NYR | SLC | CHS | PEN | RIC | PIT | TOR | ATL | NSH | PEN | CLT | TOR | LOU | CIN | IND | NYR | OTT | CHS | NCA | PIT | CIN | NCA | CHS | ATL | NSH | RIC | IND | ATL | CLT | BST |
| Rowdies de Tampa Bay (TBR) | 3–1 | 2–0 | 0–1 | 5–0 | 0–4 | 2–0 | 0–1 | 0–3 | 0–1 | 2–2 | 4–2 | 0–0 | 1–1 | 1–2 | 2–2 | 3–1 | 1–2 | 0–2 | 3–1 | 2–2 | 0–2 | 0–0 | 0–2 | 1–1 | 1–2 | 3–0 | 0–1 | 1–0 | 2–1 | 3–0 | 0–2 | 1–1 | 1–2 | 0–1 |
| Toronto FC II (TOR) | NYR | CLT | PIT | NCA | RIC | NYR | PIT | PEN | ATL | CLT | TBR | OTT | PEN | IND | CIN | CHS | TBR | NCA | NSH | PIT | RIC | BST | IND | LOU | ATL | OTT | NYR | CIN | BST | OTT | CHS | LOU | NSH | PEN |
| Toronto FC II (TOR) | 1–2 | 0–2 | 0–4 | 0–0 | 1–2 | 0–0 | 1–2 | 0–1 | 4–5 | 1–2 | 2–4 | 0–3 | 2–3 | 1–3 | 3–3 | 0–4 | 1–3 | 1–3 | 2–0 | 0–1 | 1–0 | 0–2 | 2–3 | 4–1 | 1–2 | 3–4 | 3–3 | 3–4 | 0–4 | 0–1 | 2–1 | 1–3 | 2–2 | 0–0 |
| Roughnecks FC de Tulsa (TUL) | OKC | SLC | OCO | POR | FRS | SAC | LVL | RNO | PHX | SAN | OKC | LAG | STL | PHX | OCO | LAG | LVL | RGV | COS | FRE | OKC | COS | SLC | STL | SPR | SEA | POR | SAN | SAC | SPR | RNO | RGV | STL | SEA |
| Roughnecks FC de Tulsa (TUL) | 0–1 | 2–3 | 0–5 | 0–0 | 2–2 | 1–1 | 1–1 | 1–1 | 1–5 | 1–1 | 1–1 | 0–1 | 0–3 | 0–3 | 1–6 | 2–0 | 2–2 | 1–1 | 2–4 | 1–1 | 0–3 | 2–1 | 2–3 | 2–3 | 1–2 | 4–4 | 0–4 | 2–1 | 1–4 | 1–1 | 0–2 | 1–2 | 0–1 | 1–4 |

## Séries éliminatoires

Logo des séries 2018 de la USL.

### Règlement
Seize équipes se qualifient pour les séries éliminatoires (soit huit équipes par conférence). Le format des séries est une phase à élimination directe. Pour toutes les rencontres, c'est l'équipe la mieux classée en saison régulière qui accueille son adversaire.
Le Championnat de la USL a lieu sur le terrain de la meilleure équipe en phase régulière. Cette finale se déroule en un seul match, avec prolongations et tirs au but pour départager, si nécessaire, les équipes.

### Tableau
|  | Premier tour                   | Premier tour                   | Premier tour                | Premier tour                |                             |                             | Demi-finales de conférence | Demi-finales de conférence | Demi-finales de conférence | Demi-finales de conférence |  |  | Finales de conférence | Finales de conférence | Finales de conférence | Finales de conférence |  |  | Coupe USL 2018  | Coupe USL 2018  | Coupe USL 2018  | Coupe USL 2018  |
|  |                                |                                |                             |                             |                             |                             |                            |                            |                            |                            |  |  |                       |                       |                       |                       |  |  |                 |                 |                 |                 |
|  | 20 octobre 2018                | 20 octobre 2018                | 20 octobre 2018             | 20 octobre 2018             |                             |                             | 27 octobre 2018            | 27 octobre 2018            | 27 octobre 2018            | 27 octobre 2018            |  |  | 2 novembre 2018       | 2 novembre 2018       | 2 novembre 2018       | 2 novembre 2018       |  |  | 8 novembre 2018 | 8 novembre 2018 | 8 novembre 2018 | 8 novembre 2018 |
|  | E1 FC Cincinnati t. a. b.      | E1 FC Cincinnati t. a. b.      | 1 (6)                       | 1 (6)                       |                             |                             | 27 octobre 2018            | 27 octobre 2018            | 27 octobre 2018            | 27 octobre 2018            |  |  | 2 novembre 2018       | 2 novembre 2018       | 2 novembre 2018       | 2 novembre 2018       |  |  | 8 novembre 2018 | 8 novembre 2018 | 8 novembre 2018 | 8 novembre 2018 |
|  | E1 FC Cincinnati t. a. b.      | E1 FC Cincinnati t. a. b.      | 1 (6)                       | 1 (6)                       |                             |                             | 27 octobre 2018            | 27 octobre 2018            | 27 octobre 2018            | 27 octobre 2018            |  |  | 2 novembre 2018       | 2 novembre 2018       | 2 novembre 2018       | 2 novembre 2018       |  |  | 8 novembre 2018 | 8 novembre 2018 | 8 novembre 2018 | 8 novembre 2018 |
|  | E8 Nashville SC                | E8 Nashville SC                | 1 (5)                       | 1 (5)                       |                             |                             | 27 octobre 2018            | 27 octobre 2018            | 27 octobre 2018            | 27 octobre 2018            |  |  | 2 novembre 2018       | 2 novembre 2018       | 2 novembre 2018       | 2 novembre 2018       |  |  | 8 novembre 2018 | 8 novembre 2018 | 8 novembre 2018 | 8 novembre 2018 |
|  | E8 Nashville SC                | E8 Nashville SC                | 1 (5)                       | 1 (5)                       | E1 FC Cincinnati            | E1 FC Cincinnati            | 0                          | 0                          |                            |                            |  |  | 2 novembre 2018       | 2 novembre 2018       | 2 novembre 2018       | 2 novembre 2018       |  |  | 8 novembre 2018 | 8 novembre 2018 | 8 novembre 2018 | 8 novembre 2018 |
|  | 20 octobre 2018                |                                |                             |                             | E1 FC Cincinnati            | E1 FC Cincinnati            | 0                          | 0                          |                            |                            |  |  | 2 novembre 2018       | 2 novembre 2018       | 2 novembre 2018       | 2 novembre 2018       |  |  | 8 novembre 2018 | 8 novembre 2018 | 8 novembre 2018 | 8 novembre 2018 |
|  |                                |                                | E5 Red Bulls II de New York | E5 Red Bulls II de New York | 1                           | 1                           |                            |                            |                            |                            |  |  | 2 novembre 2018       | 2 novembre 2018       | 2 novembre 2018       | 2 novembre 2018       |  |  | 8 novembre 2018 | 8 novembre 2018 | 8 novembre 2018 | 8 novembre 2018 |
|  | E4 Battery de Charleston       | E4 Battery de Charleston       | E5 Red Bulls II de New York | E5 Red Bulls II de New York | 1                           | 1                           | 0                          | 0                          |                            |                            |  |  | 2 novembre 2018       | 2 novembre 2018       | 2 novembre 2018       | 2 novembre 2018       |  |  | 8 novembre 2018 | 8 novembre 2018 | 8 novembre 2018 | 8 novembre 2018 |
|  | E4 Battery de Charleston       | E4 Battery de Charleston       | 27 octobre 2018             |                             |                             |                             | 0                          | 0                          |                            |                            |  |  | 2 novembre 2018       | 2 novembre 2018       | 2 novembre 2018       | 2 novembre 2018       |  |  | 8 novembre 2018 | 8 novembre 2018 | 8 novembre 2018 | 8 novembre 2018 |
|  | E5 Red Bulls II de New York    | E5 Red Bulls II de New York    | 1                           | 1                           |                             |                             |                            |                            |                            |                            |  |  | 2 novembre 2018       | 2 novembre 2018       | 2 novembre 2018       | 2 novembre 2018       |  |  | 8 novembre 2018 | 8 novembre 2018 | 8 novembre 2018 | 8 novembre 2018 |
|  | E5 Red Bulls II de New York    | E5 Red Bulls II de New York    | 1                           | 1                           | E5 Red Bulls II de New York | E5 Red Bulls II de New York | 1                          | 1                          |                            |                            |  |  |                       |                       |                       |                       |  |  | 8 novembre 2018 | 8 novembre 2018 | 8 novembre 2018 | 8 novembre 2018 |
|  | 20 octobre 2018                |                                |                             |                             | E5 Red Bulls II de New York | E5 Red Bulls II de New York | 1                          | 1                          |                            |                            |  |  |                       |                       |                       |                       |  |  | 8 novembre 2018 | 8 novembre 2018 | 8 novembre 2018 | 8 novembre 2018 |
|  |                                |                                | E2 Louisville City FC       | E2 Louisville City FC       | 5                           | 5                           |                            |                            |                            |                            |  |  |                       |                       |                       |                       |  |  | 8 novembre 2018 | 8 novembre 2018 | 8 novembre 2018 | 8 novembre 2018 |
|  | E3 Riverhounds de Pittsburgh   | E3 Riverhounds de Pittsburgh   | E2 Louisville City FC       | E2 Louisville City FC       | 5                           | 5                           | 2 (7)                      | 2 (7)                      |                            |                            |  |  |                       |                       |                       |                       |  |  | 8 novembre 2018 | 8 novembre 2018 | 8 novembre 2018 | 8 novembre 2018 |
|  | E3 Riverhounds de Pittsburgh   | E3 Riverhounds de Pittsburgh   | 3 novembre 2018             |                             |                             |                             | 2 (7)                      | 2 (7)                      |                            |                            |  |  |                       |                       |                       |                       |  |  | 8 novembre 2018 | 8 novembre 2018 | 8 novembre 2018 | 8 novembre 2018 |
|  | E6 Steel de Bethlehem t. a. b. | E6 Steel de Bethlehem t. a. b. | 2 (8)                       | 2 (8)                       |                             |                             |                            |                            |                            |                            |  |  |                       |                       |                       |                       |  |  | 8 novembre 2018 | 8 novembre 2018 | 8 novembre 2018 | 8 novembre 2018 |
|  | E6 Steel de Bethlehem t. a. b. | E6 Steel de Bethlehem t. a. b. | 2 (8)                       | 2 (8)                       | E6 Steel de Bethlehem       | E6 Steel de Bethlehem       | 0                          | 0                          |                            |                            |  |  |                       |                       |                       |                       |  |  | 8 novembre 2018 | 8 novembre 2018 | 8 novembre 2018 | 8 novembre 2018 |
|  | 20 octobre 2018                |                                |                             |                             | E6 Steel de Bethlehem       | E6 Steel de Bethlehem       | 0                          | 0                          |                            |                            |  |  |                       |                       |                       |                       |  |  | 8 novembre 2018 | 8 novembre 2018 | 8 novembre 2018 | 8 novembre 2018 |
|  |                                |                                | E2 Louisville City FC       | E2 Louisville City FC       | 2                           | 2                           |                            |                            |                            |                            |  |  |                       |                       |                       |                       |  |  | 8 novembre 2018 | 8 novembre 2018 | 8 novembre 2018 | 8 novembre 2018 |
|  | E2 Louisville City FC          | E2 Louisville City FC          | E2 Louisville City FC       | E2 Louisville City FC       | 2                           | 2                           | 4                          | 4                          |                            |                            |  |  |                       |                       |                       |                       |  |  | 8 novembre 2018 | 8 novembre 2018 | 8 novembre 2018 | 8 novembre 2018 |
|  | E2 Louisville City FC          | E2 Louisville City FC          | 27 octobre 2018             |                             |                             |                             | 4                          | 4                          |                            |                            |  |  |                       |                       |                       |                       |  |  | 8 novembre 2018 | 8 novembre 2018 | 8 novembre 2018 | 8 novembre 2018 |
|  | E7 Eleven d'Indy               | E7 Eleven d'Indy               | 1                           | 1                           |                             |                             |                            |                            |                            |                            |  |  |                       |                       |                       |                       |  |  | 8 novembre 2018 | 8 novembre 2018 | 8 novembre 2018 | 8 novembre 2018 |
|  | E7 Eleven d'Indy               | E7 Eleven d'Indy               | 1                           | 1                           | E2 Louisville City FC       | E2 Louisville City FC       | 1                          | 1                          |                            |                            |  |  |                       |                       |                       |                       |  |  |                 |                 |                 |                 |
|  | 20 octobre 2018                |                                |                             |                             | E2 Louisville City FC       | E2 Louisville City FC       | 1                          | 1                          |                            |                            |  |  |                       |                       |                       |                       |  |  |                 |                 |                 |                 |
|  |                                |                                | O3 Rising de Phoenix        | O3 Rising de Phoenix        | 0                           | 0                           |                            |                            |                            |                            |  |  |                       |                       |                       |                       |  |  |                 |                 |                 |                 |
|  | O1 Orange County SC            | O1 Orange County SC            | O3 Rising de Phoenix        | O3 Rising de Phoenix        | 0                           | 0                           | 4                          | 4                          |                            |                            |  |  |                       |                       |                       |                       |  |  |                 |                 |                 |                 |
|  | O1 Orange County SC            | O1 Orange County SC            |                             |                             |                             |                             |                            | 4                          |                            |                            |  |  |                       |                       |                       |                       |  |  |                 |                 |                 |                 |
|  | O8 Saint Louis FC              | O8 Saint Louis FC              | 0                           | 0                           |                             |                             |                            |                            |                            |                            |  |  |                       |                       |                       |                       |  |  |                 |                 |                 |                 |
|  | O8 Saint Louis FC              | O8 Saint Louis FC              | 0                           | 0                           | O1 Orange County SC         | O1 Orange County SC         | 1                          | 1                          |                            |                            |  |  |                       |                       |                       |                       |  |  |                 |                 |                 |                 |
|  | 20 octobre 2018                |                                |                             |                             | O1 Orange County SC         | O1 Orange County SC         | 1                          | 1                          |                            |                            |  |  |                       |                       |                       |                       |  |  |                 |                 |                 |                 |
|  |                                |                                | O5 Reno 1868                | O5 Reno 1868                | 0                           | 0                           |                            |                            |                            |                            |  |  |                       |                       |                       |                       |  |  |                 |                 |                 |                 |
|  | O4 Real Monarchs               | O4 Real Monarchs               | O5 Reno 1868                | O5 Reno 1868                | 0                           | 0                           | 0                          | 0                          |                            |                            |  |  |                       |                       |                       |                       |  |  |                 |                 |                 |                 |
|  | O4 Real Monarchs               | O4 Real Monarchs               | 26 octobre 2018             |                             |                             |                             | 0                          | 0                          |                            |                            |  |  |                       |                       |                       |                       |  |  |                 |                 |                 |                 |
|  | O5 Reno 1868                   | O5 Reno 1868                   | 1                           | 1                           |                             |                             |                            |                            |                            |                            |  |  |                       |                       |                       |                       |  |  |                 |                 |                 |                 |
|  | O5 Reno 1868                   | O5 Reno 1868                   | 1                           | 1                           | O1 Orange County SC         | O1 Orange County SC         | 1                          | 1                          |                            |                            |  |  |                       |                       |                       |                       |  |  |                 |                 |                 |                 |
|  | 19 octobre 2018                |                                |                             |                             | O1 Orange County SC         | O1 Orange County SC         | 1                          | 1                          |                            |                            |  |  |                       |                       |                       |                       |  |  |                 |                 |                 |                 |
|  |                                |                                | O3 Rising de Phoenix        | O3 Rising de Phoenix        | 2                           | 2                           |                            |                            |                            |                            |  |  |                       |                       |                       |                       |  |  |                 |                 |                 |                 |
|  | O3 Rising de Phoenix           | O3 Rising de Phoenix           | O3 Rising de Phoenix        | O3 Rising de Phoenix        | 2                           | 2                           | 3                          | 3                          |                            |                            |  |  |                       |                       |                       |                       |  |  |                 |                 |                 |                 |
|  | O3 Rising de Phoenix           | O3 Rising de Phoenix           |                             |                             |                             |                             |                            | 3                          |                            |                            |  |  |                       |                       |                       |                       |  |  |                 |                 |                 |                 |
|  | O6 Timbers 2 de Portland       | O6 Timbers 2 de Portland       | 0                           | 0                           |                             |                             |                            |                            |                            |                            |  |  |                       |                       |                       |                       |  |  |                 |                 |                 |                 |
|  | O6 Timbers 2 de Portland       | O6 Timbers 2 de Portland       | 0                           | 0                           | O3 Rising de Phoenix        | O3 Rising de Phoenix        | 4                          | 4                          |                            |                            |  |  |                       |                       |                       |                       |  |  |                 |                 |                 |                 |
|  | 20 octobre 2018                |                                |                             |                             | O3 Rising de Phoenix        | O3 Rising de Phoenix        | 4                          | 4                          |                            |                            |  |  |                       |                       |                       |                       |  |  |                 |                 |                 |                 |
|  |                                |                                | O7 Rangers de Swope Park    | O7 Rangers de Swope Park    | 2                           | 2                           |                            |                            |                            |                            |  |  |                       |                       |                       |                       |  |  |                 |                 |                 |                 |
|  | O2 Republic de Sacramento      | O2 Republic de Sacramento      | O7 Rangers de Swope Park    | O7 Rangers de Swope Park    | 2                           | 2                           | 1                          | 1                          |                            |                            |  |  |                       |                       |                       |                       |  |  |                 |                 |                 |                 |
|  | O2 Republic de Sacramento      | O2 Republic de Sacramento      |                             |                             |                             |                             |                            | 1                          |                            |                            |  |  |                       |                       |                       |                       |  |  |                 |                 |                 |                 |
|  | O7 Rangers de Swope Park       | O7 Rangers de Swope Park       | 2                           | 2                           |                             |                             |                            |                            |                            |                            |  |  |                       |                       |                       |                       |  |  |                 |                 |                 |                 |
|  | O7 Rangers de Swope Park       | O7 Rangers de Swope Park       | 2                           | 2                           |                             |                             |                            |                            |                            |                            |  |  |                       |                       |                       |                       |  |  |                 |                 |                 |                 |
|  |                                |                                |                             |                             |                             |                             |                            |                            |                            |                            |  |  |                       |                       |                       |                       |  |  |                 |                 |                 |                 |

### Résultats

#### Premier tour

##### Est
| 20 octobre 2018 | FC Cincinnati                                     | 1 - 1 a. p.       | Nashville SC                                     | Nippert Stadium, Cincinnati                    |                                                |
| 16h00 EDT       | Bone 95e                                          | (0 - 0)           | 115e Bourgeois                                   | Spectateurs : 20 217 Arbitrage : Farhad Dadkho | Spectateurs : 20 217 Arbitrage : Farhad Dadkho |
| 16h00 EDT       | Rapport                                           |                   |                                                  | Spectateurs : 20 217 Arbitrage : Farhad Dadkho | Spectateurs : 20 217 Arbitrage : Farhad Dadkho |
| 16h00 EDT       | Adi · McLaughlin · Smith · Hoyte · Lasso · Walker | Tirs au but 6 - 5 | Doyle · Allen · Winn · LaGrassa · Tyrpak · Davis | Spectateurs : 20 217 Arbitrage : Farhad Dadkho | Spectateurs : 20 217 Arbitrage : Farhad Dadkho |

| 20 octobre 2018 | Battery de Charleston | 0 - 1   | Red Bulls II de New York | MUSC Health Stadium, Charleston                 |                                                 |
| 19h00 EDT       |                       | (0 - 1) | 21e Barlow               | Spectateurs : 1 687 Arbitrage : Rosendo Mendoza | Spectateurs : 1 687 Arbitrage : Rosendo Mendoza |
| 19h00 EDT       | Rapport               |         |                          | Spectateurs : 1 687 Arbitrage : Rosendo Mendoza | Spectateurs : 1 687 Arbitrage : Rosendo Mendoza |

| 20 octobre 2018 | Riverhounds de Pittsburgh                                                 | 2 - 2 a. p.       | Steel de Bethlehem                                                      | Highmark Stadium, Pittsburgh                    |                                                 |
| 19h00 EDT       | Zemanski 25e Roberts 105e                                                 | (1 - 0)           | 70e Ngalina 109e Chambers                                               | Spectateurs : 5 189 Arbitrage : Michael Radchuk | Spectateurs : 5 189 Arbitrage : Michael Radchuk |
| 19h00 EDT       | Rapport                                                                   |                   |                                                                         | Spectateurs : 5 189 Arbitrage : Michael Radchuk | Spectateurs : 5 189 Arbitrage : Michael Radchuk |
| 19h00 EDT       | Kerr · Forbes · Banjo · Greenspan · François · Vancaeyezeele · Dabo · Lee | Tirs au but 7 - 8 | Chambers · Nanco · Holness · Moar · Skundrich · Mahoney · Real · Mbaizo | Spectateurs : 5 189 Arbitrage : Michael Radchuk | Spectateurs : 5 189 Arbitrage : Michael Radchuk |

| 20 octobre 2018 | Louisville City FC                        | 4 - 1   | Eleven d'Indy | Slugger Field, Louisville                    |                                              |
| 19h30 EDT       | McCabe 29e 48e · Ilić 42e · Lancaster 73e | (2 - 0) | 67e Saad      | Spectateurs : 6 763 Arbitrage : Mark Allatin | Spectateurs : 6 763 Arbitrage : Mark Allatin |
| 19h30 EDT       | Rapport                                   |         |               | Spectateurs : 6 763 Arbitrage : Mark Allatin | Spectateurs : 6 763 Arbitrage : Mark Allatin |

##### Ouest
| 19 octobre 2018 | Rising de Phoenix               | 3 - 0   | Timbers 2 de Portland | Phoenix Rising Soccer Complex, Tempe           |                                                |
| 19h30 PDT       | Drogba 28eJohnson 62eAsante 90e | (1 - 0) |                       | Spectateurs : 7 511 Arbitrage : Rubiel Vazquez | Spectateurs : 7 511 Arbitrage : Rubiel Vazquez |
| 19h30 PDT       | Rapport                         |         |                       | Spectateurs : 7 511 Arbitrage : Rubiel Vazquez | Spectateurs : 7 511 Arbitrage : Rubiel Vazquez |

| 20 octobre 2018 | Real Monarchs | 0 - 1   | Reno 1868   | Zions Bank Stadium, Herriman                 |                                              |
| 15h00 PDT       |               | (0 - 0) | 90+2e Brown | Spectateurs : 3 000 Arbitrage : Ismir Pekmic | Spectateurs : 3 000 Arbitrage : Ismir Pekmic |
| 15h00 PDT       | Rapport       |         |             | Spectateurs : 3 000 Arbitrage : Ismir Pekmic | Spectateurs : 3 000 Arbitrage : Ismir Pekmic |

| 20 octobre 2018 | Orange County SC              | 4 - 0   | Saint Louis FC | Championship Stadium, Irvine                 |                                              |
| 19h00 PDT       | Seaton 11e 29e 64eBjurman 66e | (2 - 0) |                | Spectateurs : 3 360 Arbitrage : Ramy Touchan | Spectateurs : 3 360 Arbitrage : Ramy Touchan |
| 19h00 PDT       | Rapport                       |         |                | Spectateurs : 3 360 Arbitrage : Ramy Touchan | Spectateurs : 3 360 Arbitrage : Ramy Touchan |

| 20 octobre 2018 | Republic de Sacramento | 1 - 2   | Rangers de Swope Park | Papa Murphy's Park, Sacramento                    |                                                   |
| 19h30 PDT       | Bijev 16e              | (1 - 2) | 27e Kuzain 31e Barry  | Spectateurs : 11 569 Arbitrage : Joseph Dickerson | Spectateurs : 11 569 Arbitrage : Joseph Dickerson |
| 19h30 PDT       | Rapport                |         |                       | Spectateurs : 11 569 Arbitrage : Joseph Dickerson | Spectateurs : 11 569 Arbitrage : Joseph Dickerson |

#### Demi-finales de conférence

##### Est
| 27 octobre 2018 | FC Cincinnati | 0 - 1   | Red Bulls II de New York | Nippert Stadium, Cincinnati               |                                           |
| 16h00 EDT       |               | (0 - 1) | 12e Moreno               | Spectateurs : 16 617 Arbitrage : Tim Ford | Spectateurs : 16 617 Arbitrage : Tim Ford |
| 16h00 EDT       | Rapport       |         |                          | Spectateurs : 16 617 Arbitrage : Tim Ford | Spectateurs : 16 617 Arbitrage : Tim Ford |

| 27 octobre 2018 | Louisville City FC | 2 - 0   | Steel de Bethlehem | Slugger Field, Louisville                     |                                               |
| 19h30 EDT       | Ownby 34e 59e      | (1 - 0) |                    | Spectateurs : 6 881 Arbitrage : Farhad Dadkho | Spectateurs : 6 881 Arbitrage : Farhad Dadkho |
| 19h30 EDT       | Rapport            |         |                    | Spectateurs : 6 881 Arbitrage : Farhad Dadkho | Spectateurs : 6 881 Arbitrage : Farhad Dadkho |

##### Ouest
| 26 octobre 2018 | Rising de Phoenix                            | 4 - 2   | Rangers de Swope Park   | Phoenix Rising Soccer Complex, Tempe              |                                                   |
| 19h30 PDT       | Johnson 22eCortez 36eLambert 48eDrogba 90+4e | (2 - 2) | 26e Blackwood 33e Barry | Spectateurs : 7 707 Arbitrage : Guido Gonzales Jr | Spectateurs : 7 707 Arbitrage : Guido Gonzales Jr |
| 19h30 PDT       | Rapport                                      |         |                         | Spectateurs : 7 707 Arbitrage : Guido Gonzales Jr | Spectateurs : 7 707 Arbitrage : Guido Gonzales Jr |

| 27 octobre 2018 | Orange County SC | 1 - 0   | Reno 1868 | Championship Stadium, Irvine                 |                                              |
| 19h00 PDT       | Quinn 29e        | (1 - 0) |           | Spectateurs : 4 021 Arbitrage : Victor Rivas | Spectateurs : 4 021 Arbitrage : Victor Rivas |
| 19h00 PDT       | Rapport          |         |           | Spectateurs : 4 021 Arbitrage : Victor Rivas | Spectateurs : 4 021 Arbitrage : Victor Rivas |

#### Finales de conférence

##### Est
| 2 novembre 2018 | Louisville City FC                                     | 5 - 1   | Red Bulls II de New York | Slugger Field, Louisville                     |                                               |
| 19h30 EDT       | Ilić 23e (pen.) Spencer 32e Williams 73e 75e Ownby 81e | (2 - 0) | 60e Barlow               | Spectateurs : 10 059 Arbitrage : Ramy Touchan | Spectateurs : 10 059 Arbitrage : Ramy Touchan |
| 19h30 EDT       | Rapport                                                |         |                          | Spectateurs : 10 059 Arbitrage : Ramy Touchan | Spectateurs : 10 059 Arbitrage : Ramy Touchan |

##### Ouest
| 3 novembre 2018 | Orange County SC | 1 - 2   | Rising de Phoenix | Championship Stadium, Irvine |  |
| 19h00 PDT       |                  | (0 - 1) |                   |                              |  |
| 19h00 PDT       | Rapport          |         |                   |                              |  |

#### Coupe USL 2018
| 8 novembre 2018 | Louisville City FC | 1 - 0   | Rising de Phoenix | Lynn Stadium, Louisville                         |                                                  |
| 20h00 EDT       | Spencer 62e        | (0 - 0) |                   | Spectateurs : 7 025 Arbitrage : Joseph Dickerson | Spectateurs : 7 025 Arbitrage : Joseph Dickerson |
| 20h00 EDT       | Rapport            |         |                   | Spectateurs : 7 025 Arbitrage : Joseph Dickerson | Spectateurs : 7 025 Arbitrage : Joseph Dickerson |

## Statistiques individuelles
| Rang | Joueur            | Club                      | Buts |
| ---- | ----------------- | ------------------------- | ---- |
| 1    | Cameron Lancaster | Louisville City FC        | 25   |
| 2    | Thomas Enevoldsen | Orange County SC          | 20   |
| 2    | Daniel Ríos       | North Carolina FC         | 20   |
| 4    | Hadji Barry       | Rangers de Swope Park     | 17   |
| 4    | Chris Cortez      | Rising de Phoenix         | 17   |
| 4    | Cameron Iwasa     | Republic de Sacramento    | 17   |
| 7    | Brian Brown       | Reno 1868                 | 16   |
| 7    | Emmanuel Ledesma  | FC Cincinnati             | 16   |
| 9    | Neco Brett        | Riverhounds de Pittsburgh | 15   |
| 9    | Ataullah Guerra   | Battery de Charleston     | 15   |

| Rang | Joueur            | Club                     | Passes |
| ---- | ----------------- | ------------------------ | ------ |
| 1    | Emmanuel Ledesma  | FC Cincinnati            | 16     |
| 2    | Aodhan Quinn      | Orange County SC         | 14     |
| 3    | Kyle Bekker       | North Carolina FC        | 13     |
| 3    | Antoine Hoppenot  | Reno 1868                | 13     |
| 5    | Jared Stroud      | Red Bulls II de New York | 11     |
| 6    | Ilija Ilić        | Louisville City FC       | 10     |
| 6    | Oscar Jimenez     | Louisville City FC       | 10     |
| 8    | José Barril       | Energy d'Oklahoma City   | 9      |
| 8    | Maikel Chang      | Real Monarchs            | 9      |
| 8    | Thomas Enevoldsen | Orange County SC         | 9      |

## Récompenses individuelles

### Récompenses annuelles

#### Onze type de l'année
| Saison          | Gardien de but         | Défenseurs                                                                          | Milieux de terrain                                                                                        | Attaquants                                                                                        |
| --------------- | ---------------------- | ----------------------------------------------------------------------------------- | --- | ------------------------------------------------------------------------------------------------- |
| Première équipe | Maxime Crépeau, Ottawa | Paco Craig, Louisville Joseph Greenspan, Pittsburgh Forrest Lasso, Cincinnati       | Brian Anunga, Charleston Solomon Asante, Phoenix Emmanuel Ledesma, Cincinnati Aodhan Quinn, Orange County | Thomas Enevoldsen, Orange County Cameron Lancaster, Louisville Daniel Andrés Ríos, North Carolina |
| Deuxième équipe | Josh Cohen, Sacramento | Ayoze García Pérez, Indianapolis Darnell King, San Antonio Denso Ulysse, Seattle S2 | Kyle Bekker, North Carolina Corben Bone, Cincinnati Kenardo Forbes, Pittsburgh Lebogang Moloto, Nashville | Hadji Barry, Swope Park Ataullah Guerra, Charleston Cameron Iwasa, Sacramento                     |

### Récompenses mensuelles

#### Joueur du mois
| Mois      |                   |                       |                 |
| Mois      | Joueur            | Club                  | Lien            |
| --------- | ----------------- | --------------------- | --------------- |
| Mars      | Kharlton Belmar   | Rangers de Swope Park | 4B 2P           |
| Avril     | Cameron Lancaster | Louisville City FC    | 4B              |
| Mai       | Maxime Crépeau    | Fury d'Ottawa         | 6CS en 6 matchs |
| Juin      | Emmanuel Ledesma  | FC Cincinnati         | 4B 1P           |
| Juillet   | Ataullah Guerra   | Battery de Charleston | 5B              |
| Août      | Cameron Lancaster | Louisville City FC    | 8B              |
| Septembre | Emmanuel Ledesma  | FC Cincinnati         | 3B 5P           |
| Octobre   | Cameron Lancaster | Louisville City FC    | 4B              |

B=Buts; P=Passe; BV=But Vainqueur; A=Arrêts; CS=Clean Sheet

### Récompenses hebdomadaires

#### Joueur de la semaine
| Semaine    | Joueur              | Équipe                    | Lien          |
| ---------- | ------------------- | ------------------------- | ------------- |
| Semaine 1  | Kharlton Belmar     | Rangers de Swope Park     | 2B dont BV 2P |
| Semaine 2  | Chris Cortez        | Rising de Phoenix         | 3B            |
| Semaine 3  | Thomas Enevoldsen   | Orange County SC          | 3B            |
| Semaine 4  | Neco Brett          | Riverhounds de Pittsburgh | 3B            |
| Semaine 5  | Soony Saad          | Eleven d'Indy             | 2B            |
| Semaine 6  | Danny Musovski      | Reno 1868                 | 2B dont BV    |
| Semaine 7  | Kyle Bekker         | North Carolina FC         | 1B 2P         |
| Semaine 8  | Tom Heinemann       | Penn FC                   | 2B            |
| Semaine 9  | Efrain Alvarez      | Galaxy II de Los Angeles  | 3B            |
| Semaine 10 | Emmanuel Ledesma    | FC Cincinnati             | 1B 3P         |
| Semaine 11 | Ethan Zubak         | Galaxy II de Los Angeles  | 4B            |
| Semaine 12 | Brandon Allen       | Nashville SC              | 2B 1P         |
| Semaine 13 | Joey Calistri       | Saint Louis FC            | 2B 1P         |
| Semaine 14 | Jason Johnson       | Rising de Phoenix         | 3B            |
| Semaine 15 | Adonijah Reid       | Fury d'Ottawa             | 3B            |
| Semaine 16 | Carl Woszczynski    | Rising de Phoenix         | 7A, CS        |
| Semaine 17 | Brian Brown         | Reno 1868                 | 3B            |
| Semaine 18 | Cameron Iwasa       | Republic de Sacramento    | 2B 1P         |
| Semaine 19 | Junior Flemmings    | Rowdies de Tampa Bay      | 1B 2P         |
| Semaine 20 | Nico Rittmeyer      | Battery de Charleston     | 2B            |
| Semaine 21 | Neco Brett          | Riverhounds de Pittsburgh | 3B            |
| Semaine 22 | Cameron Lancaster   | Louisville City FC        | 3B            |
| Semaine 23 | Michael Seaton      | Orange County SC          | 2B 1P         |
| Semaine 24 | Tom Barlow          | Red Bulls II de New York  | 3B            |
| Semaine 25 | Sebastián Guenzatti | Rowdies de Tampa Bay      | 3B            |
| Semaine 26 | Jesus Ferreira      | Roughnecks de Tulsa       | 3B            |
| Semaine 27 | Tsubasa Endoh       | Toronto FC II             | 3B            |
| Semaine 28 | Donovan Ewolo       | North Carolina FC         | 4B            |
| Semaine 29 | Kyle Bekker         | North Carolina FC         | 2B 1P         |
| Semaine 30 | Romario Williams    | Atlanta United 2          | 2B            |
| Semaine 31 | Cameron Lancaster   | Louisville City FC        | 3B            |

B=Buts; P=Passe; BV=But Vainqueur; A=Arrêts; CS=Clean Sheet